# Robinia akacjowa

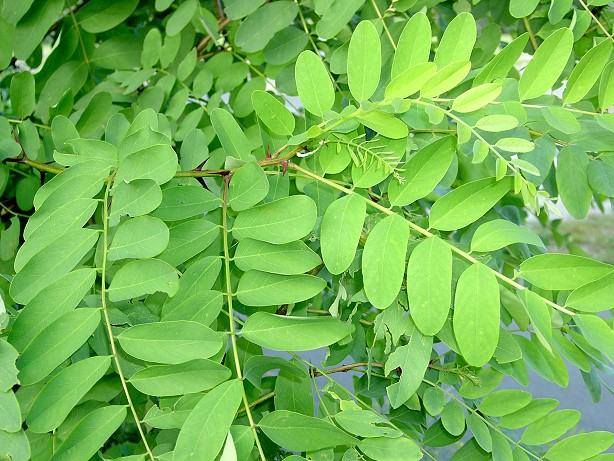
Liście robinii akacjowej

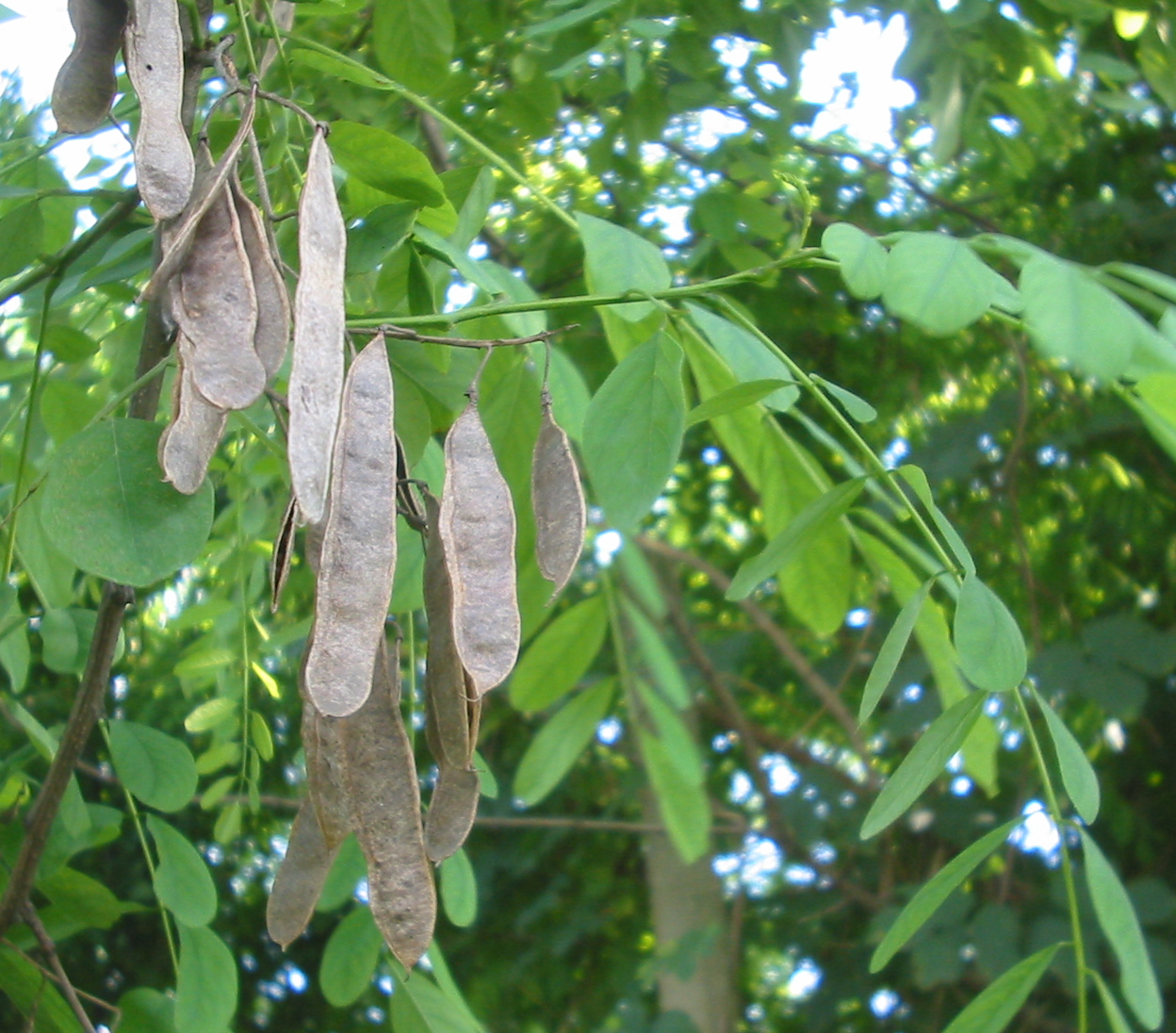
Strąki

Robinia akacjowa, robinia biała, grochodrzew akacjowy (Robinia pseudoacacia L.) – gatunek drzew należący do rodziny bobowatych. Pochodzi ze wschodniej części Ameryki Północnej, ale został szeroko rozprzestrzeniony i zaaklimatyzowany na wszystkich kontynentach z wyjątkiem Antarktydy. W rodzimym zasięgu jest krótkotrwałym gatunkiem pionierskim rosnącym w leśnych lukach. Na innych kontynentach, gatunek ten jest znacznie bardziej trwały dzięki uwolnieniu od licznych patogenów. Początkowo, w XVII wieku, rozprzestrzeniany był jako roślina ozdobna. Z czasem wzrosło jego znaczenie użytkowe – zaczął być ceniony jako źródło drewna, roślina miododajna, lecznicza, a ze względu na małe wymagania i silne rozrastanie się wegetatywne – sadzony jest na gruntach zdegradowanych dla ich ochrony przed erozją.
Po dwóch wiekach wykorzystywania i promowania gatunku, rozwoju jego akceptacji, włącznie z wychwalaniem przez artystów, w połowie XX zaczęto zdawać sobie sprawę z jego wad. Ponieważ jest bardzo ekspansywny i trudny w zwalczaniu oraz ma negatywny wpływ na środowisko – przekształca glebę, ogranicza zróżnicowanie gatunkowe – zaliczany jest współcześnie do najbardziej problematycznych gatunków inwazyjnych. W Europie zaleca się bezwzględne zwalczanie tego gatunku na obszarach przyrodniczo cennych. W Polsce nie powinien być sadzony w pobliżu lasów, wydm i dolin, w otwartym krajobrazie, na obszarach chronionych i w ich otulinie.
Drzewo potocznie nazywane jest także „akacją”, co jest mylące, ponieważ jest to nazwa odrębnego rodzaju drzew.

## Rozmieszczenie geograficzne
Robinia akacjowa pierwotnie rosła w Ameryce Północnej na dwóch obszarach rozdzielonych dysjunkcją – we wschodniej części USA w południowych Appalachach (od środkowej Pensylwanii po północną Georgię) oraz na położonych w środkowej części tego kraju Wyżynie Ozark i Górach Ouachita na terenie stanów: Arkansas, Missouri i Oklahoma.
Początkowo jako roślina ozdobna, a później także z różnych względów użytkowych gatunek został szeroko rozprzestrzeniony poza swój pierwotny zasięg. Powtarzana w różnych publikacjach informacja o introdukcji gatunku do Europy już w 1601 roku jest wskazywana jako błędna, ponieważ robinia nie została wykazana przez Jeana Robina (uznawanego za pierwszego jej hodowcę w Europie) na liście uprawianych roślin jeszcze w 1623. Przyjmuje się więc, że ten ogrodnik francuskiego króla Henryka IV, a następnie Ludwika XIII, otrzymał nasiona robinii po tej dacie (na pewno zaś przed 1635, kiedy to gatunek został już podany z Paryża). Robin uprawiał robinię w ogrodzie, który znajdował się w miejscu współczesnego Place Dauphine. Syn Jeana, Vespasien Robin (1579–1662), jeden z ukorzenionych odrostów posadził na Skwerze René-Viviani, gdzie okaz ten rośnie do dziś jako najstarsze drzewo Paryża. Niezależnie od introdukcji do Francji nasiona robinii pochodzące z rejonu Appalachów w Wirginii przesłane zostały przez angielskiego botanika i podróżnika, Johna Tradescanta (starszego) (1570–1638) do Londynu, gdzie uprawiane były w jego kolekcji w Lambeth w 1634. W ciągu XVII wieku gatunek został rozprzestrzeniony w Europie – do Lejdy (Holandia) trafił w 1641, do Padwy we Włoszech w 1662, do Berlina w 1672, a do Uppsali w Szwecji w 1685. Drzewo rozprzestrzeniane było początkowo jako ozdobne. W końcu XVIII i w XIX wieku było promowane (zwłaszcza w Niemczech) do upraw o charakterze leśnym w celach użytkowych (w celu produkcji drewna i przeciwdziałania erozji).
Na ziemiach polskich gatunek znany jest co najmniej od 1806 (wówczas udokumentowany został w Ogrodzie Botanicznym Uniwersytetu Jagiellońskiego), ewentualnie od 1760 w Wielkopolsce. We florze Polski jest zadomowionym i inwazyjnym antropofitem. Uznawany jest za gatunek inwazyjny w skali całego kraju o najwyższej klasie inwazyjności, ale przynajmniej jeszcze na przełomie XX i XXI był rzadki w Karpatach, na Pomorzu Środkowym, w województwie podlaskim i warmińsko-mazurskim. Jest najbardziej rozpowszechnionym gatunkiem obcym w parkach narodowych i krajobrazowych – występuje w ok. 94% obiektów tego typu w Polsce.
Robinia akacjowa została rozpowszechniona na wszystkich kontynentach w strefach umiarkowanych – w całej Europie, we wszystkich stanach USA (z wyjątkiem Alaski), w Kanadzie (poza jej północną częścią), w Azji, Australii, na Nowej Zelandii, Reunionie, w południowej Afryce i Ameryce Południowej. Globalne ocieplenie skutkować ma poszerzaniem areału występowania tego gatunku.
Pierwsze doniesienia o spontanicznym rozprzestrzenianiu się gatunku poza naturalnym zasięgiem pochodzą z 1888 z Wielkiej Brytanii. Ze skali inwazyjności i problematyczności robinii zaczęto zdawać sobie sprawę dopiero około połowy XX wieku. Zaczął być uznawany za jeden z najbardziej inwazyjnych gatunków na świecie – trafił na listę 40 najbardziej inwazyjnych gatunków drzewiastych, 26 najbardziej szkodliwie wpływających na środowisko gatunków obcych w Europie, wymieniany jest wśród najbardziej inwazyjnych i problematycznych w światowych bazach danych o gatunkach inwazyjnych i na krajowych czarnych listach.

## Morfologia
PokrójDrzewo dorastające zwykle do 25 m wysokości (osiąga najbardziej okazałe rozmiary w obrębie rodzaju). Rosnąc pojedynczo przeważnie nie przekracza 20 m (najczęściej 12–18 m), natomiast w drzewostanach może sięgać nawet do 30 m. Pojedyncze, najwyższe okazy na Węgrzech osiągnęły 35 m, w Polsce 34 m, w Niemczech 33 m wysokości, w USA 29 m. Rekordzistą jest drzewo z Francji o wysokości 39 m. Pień zwykle pochylony, czasem zygzakowaty, pokryty zgrubieniami i naroślami, u drzew rosnących w zwarciu i u odmian uprawnych też prosty, zwykle o średnicy do 1–1,5 m. W Polsce najgrubsza robinia akacjowa na gruntach w zarządzie Lasów Państwowych rośnie w miejscowości Łęgowo w gminie Sulechów – ma 507 cm obwodu i 20 metrów wysokości. Pień robinii jest zwykle krótki i rozwidla się na wiele konarów o podobnej wielkości. Gałęzie są wzniesione, często skręcają się i krzywią, odgałęzienia dalszego rzędu odstają lub lekko zwieszają, część gałązek w obrębie korony często zasycha. Korona drzewa jest luźna i nieregularna, owalna, najszersza w górze, do parasolowatej. Najszersza jest w przypadku drzew wolno rosnących, smukła w przypadku drzew rosnących w zwarciu. Zwykle osiąga ok. 6–10,5 m średnicy.
PędyMłode są przeważnie nagie lub słabo owłosione, czasem nieco graniaste do bruzdowanych, najpierw oliwkowozielone, potem czerwonawobrązowe do ciemnoczerwonych. Na silniej rosnących pędach, u młodych roślin i w dolnej części korony starych, u nasady liści i pąków rozwijają się parami silne, ostre ciernie (przekształcone przylistki) osiągające od 5 do 15 mm długości. Nad nimi znajdują się drobne, zagłębione w pędzie pąki, pozbawione łusek pąkowych. Na młodych drzewach i gałęziach kora jest gładka i brązowawa, z wiekiem staje się coraz bardziej spękana, z głębokimi bruzdami, szarobrązowa, bardzo gruba.

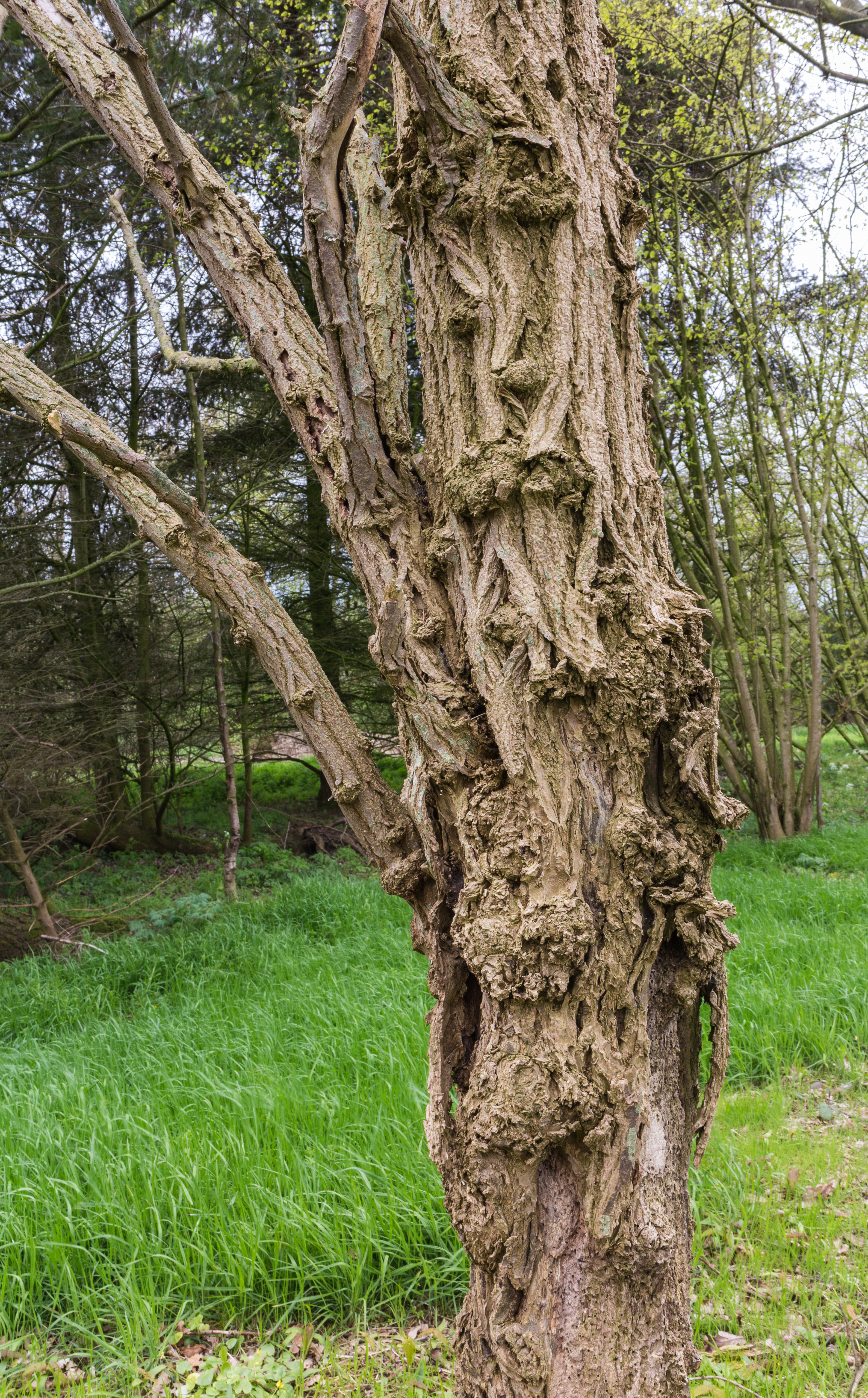
Pień
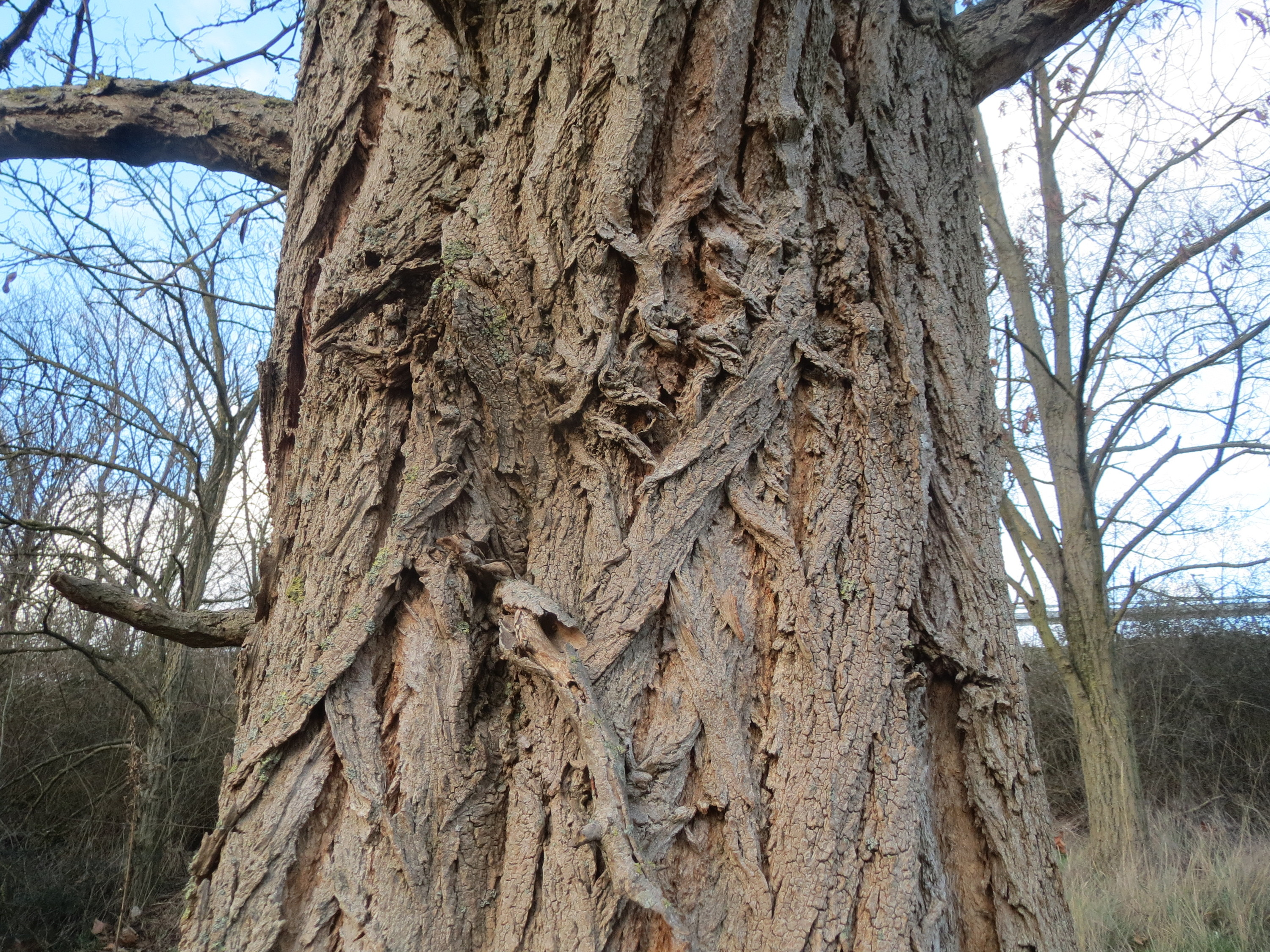
Korowina pnia
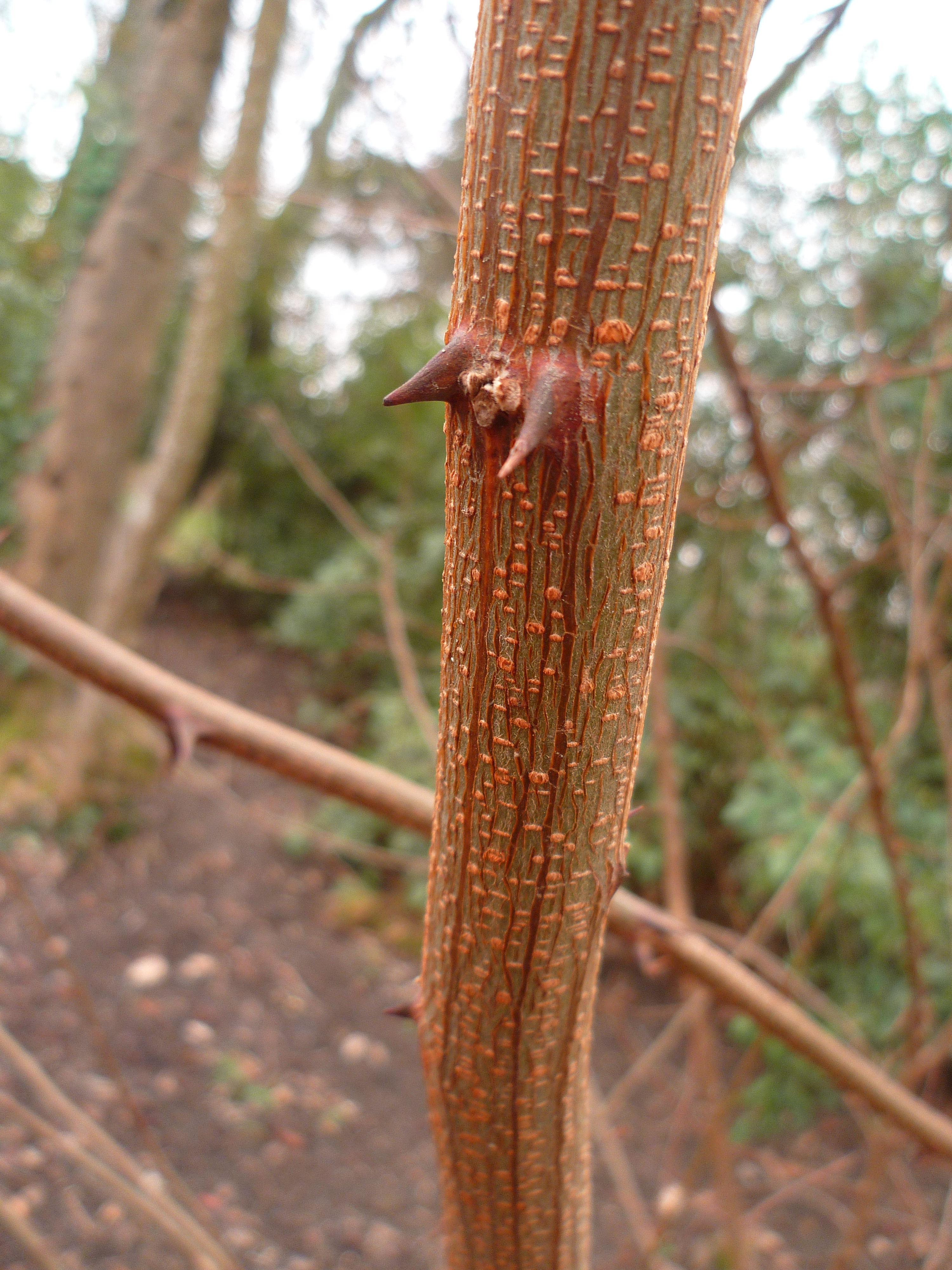
Korowina gałęzi
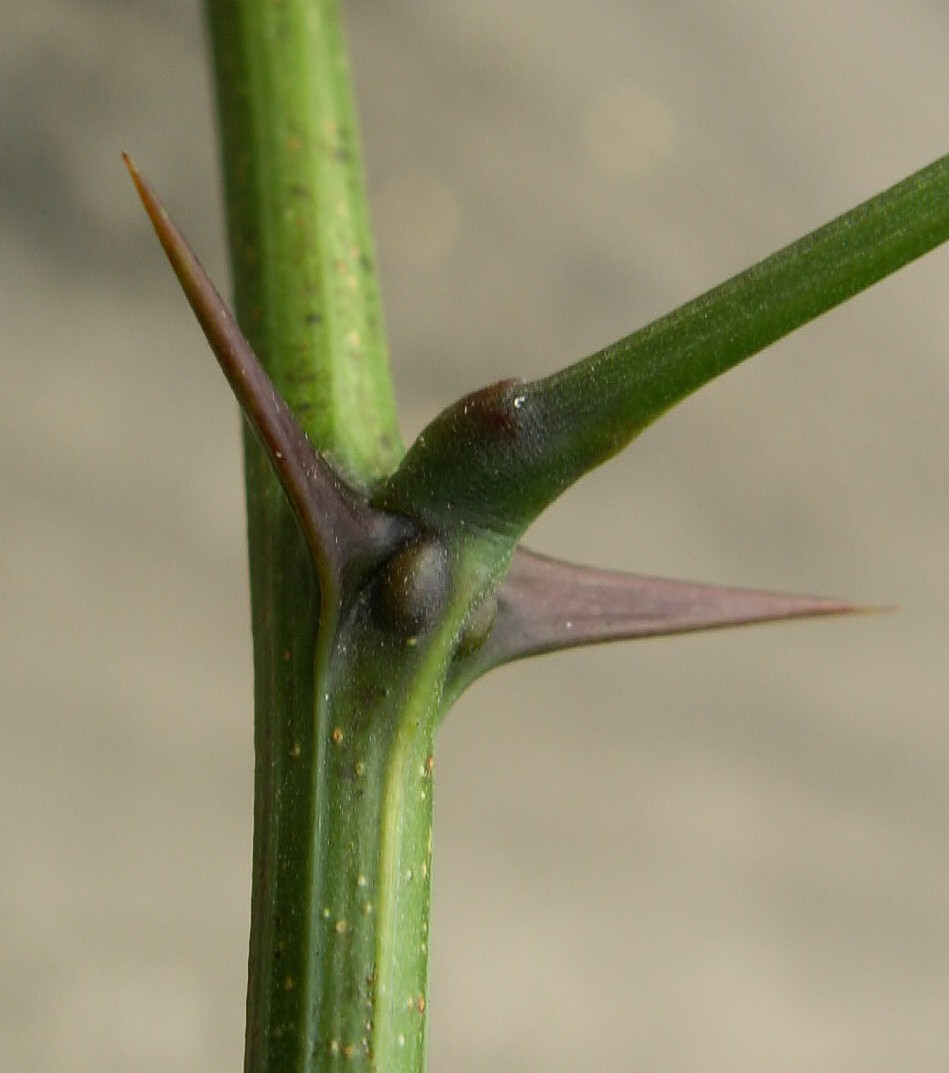
Ciernie na młodym pędzie

KorzeniePoczątkowo tworzy silny korzeń palowy, potem silnie rozrastają się korzenie boczne. System korzeniowy jest bardzo rozległy i zwykle dość płytki – sięga na odległość ok. 15 m od pnia (maksymalnie do 1,5-krotnej wysokości drzewa) i na głębokość 4 m, ale w miejscach suchych korzenie sięgają głęboko – do ponad 7 m. Z korzeni bardzo łatwo powstają liczne odrosty.
LiścieUlistnienie skrętoległe. Liście nieparzysto pierzastozłożone z 7–25 (zwykle 9–19) listków eliptycznych lub jajowatych, o zaokrąglonych obu końcach, na wierzchołku nieco wycięte i tu z małym kończykiem. Listki osiągają od 3 do 4,5 cm, wyjątkowo do 6 cm długości, a całe liście zazwyczaj od 15 do 36 cm. Blaszki są niemal nagie (za młodu krótko owłosione), na górnej stronie są żywozielone lub niebieskawozielone, na spodniej zaś szaro- lub sinozielone. Jesienią przebarwiają się na żółto lub pozostają zielone. Listki wykonują ruchy fotonastyczne w zależności od warunków świetlnych – w świetle rozproszonym są rozpostarte, w silnym oświetleniu słonecznym stulają się ku górze, a w mroku opadają ku dołowi. W górnej części korony przylistki nie przekształcają się w ciernie – są drobne i szybko odpadają.
KwiatyMotylkowe, zebrane są po 15–25 w zwisające grona długości 10–20 cm, wyrastające w kątach liści. Kwiaty rozwijają się na szypułkach długości 7–8 mm, wspartych szybko odpadającymi przysadkami. Początkowo są wzniesione, później zwisają. Kielich osiąga 7–9 mm długości, jest dzwonkowaty, zwieńczony 5 trójkątnymi lub jajowato-trójkątnymi ząbkami. Jest przylegająco owłosiony, żółtawy. Korona kwiatu biała, rzadziej kremowa z żółtą plamką na żagielku. Żagielek jest zaokrąglony, na szczycie nieco zatokowo wycięty, osiąga 1,6 cm wysokości i 1,9 cm szerokości. Cały kwiat osiąga do 2–2,5 cm długości. Wewnątrz korony znajduje się 10 pręcików, z których 9 jest zrośniętych, 1 pręcik jest wolny (naprzeciwległy względem żagielka). Zalążnia rozwija się na trzonku, z 18–22 zalążkami, jest równowąska, długości 1,2 cm, naga, zwieńczona długo zaostrzoną szyjką słupka o długości 8 mm, w górze wygiętą i szczotkowato owłosioną, ze szczytowym, główkowatym znamieniem.

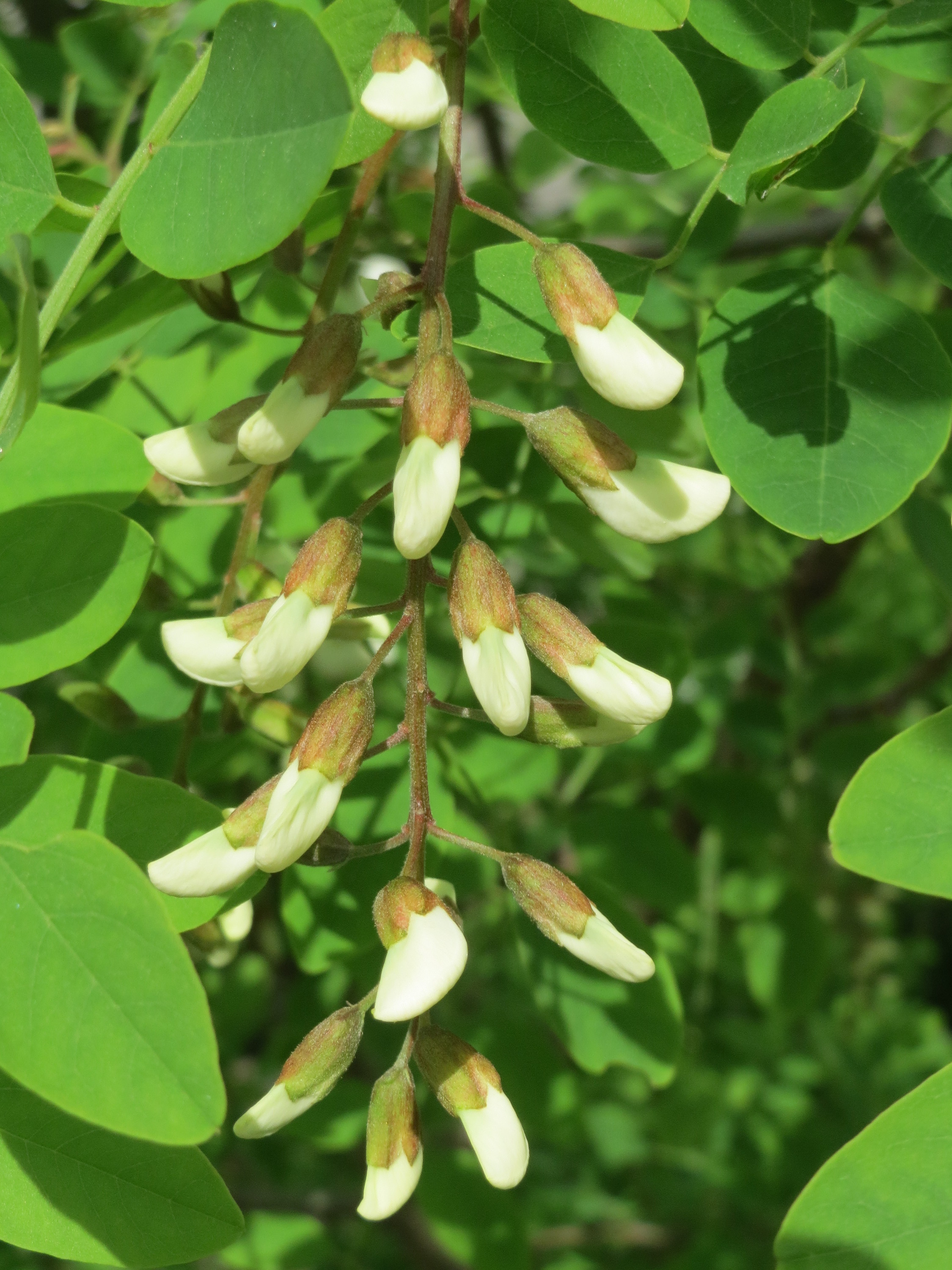
Pąki kwiatowe
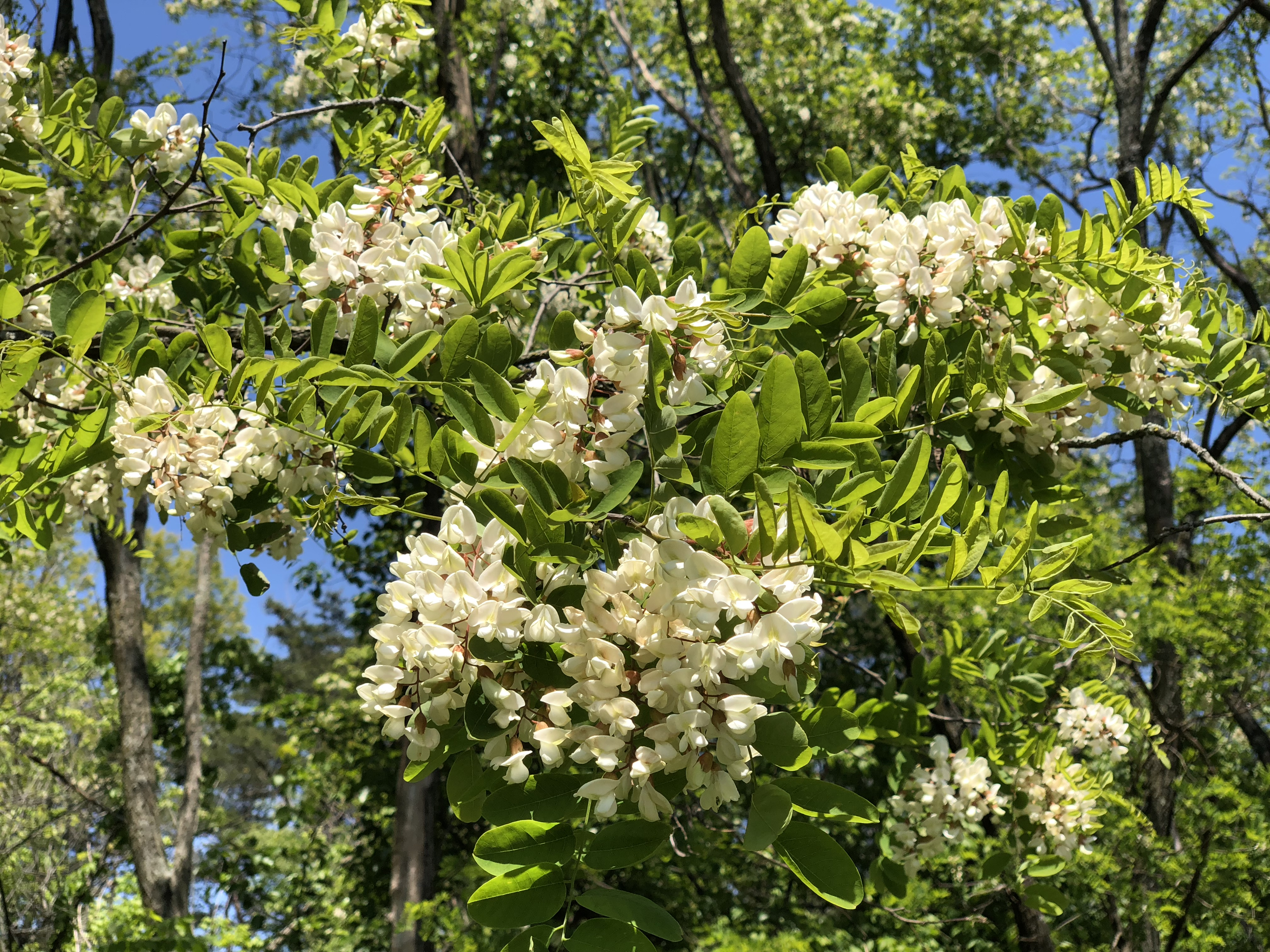
Kwiatostany
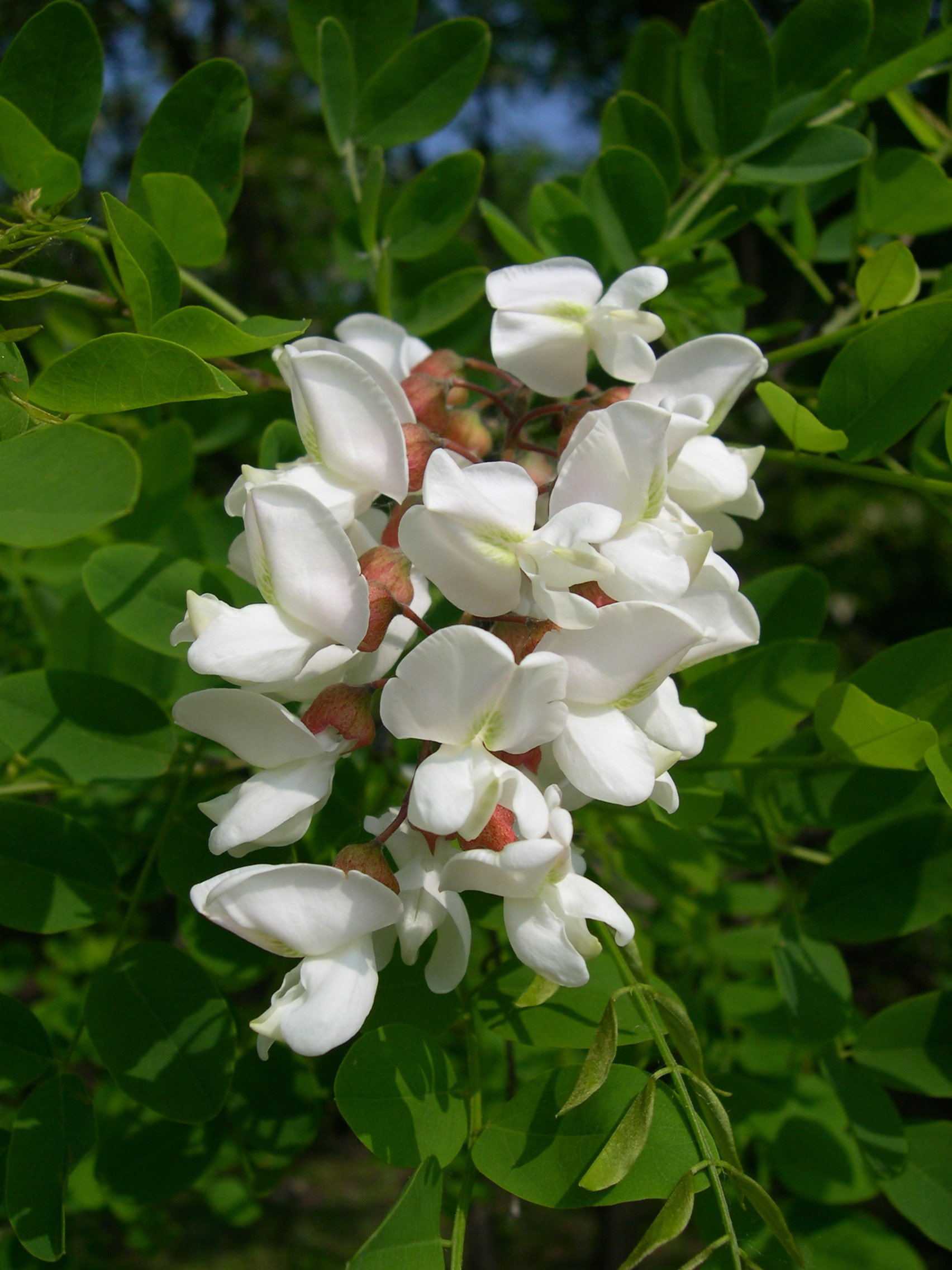
Kwiatostan
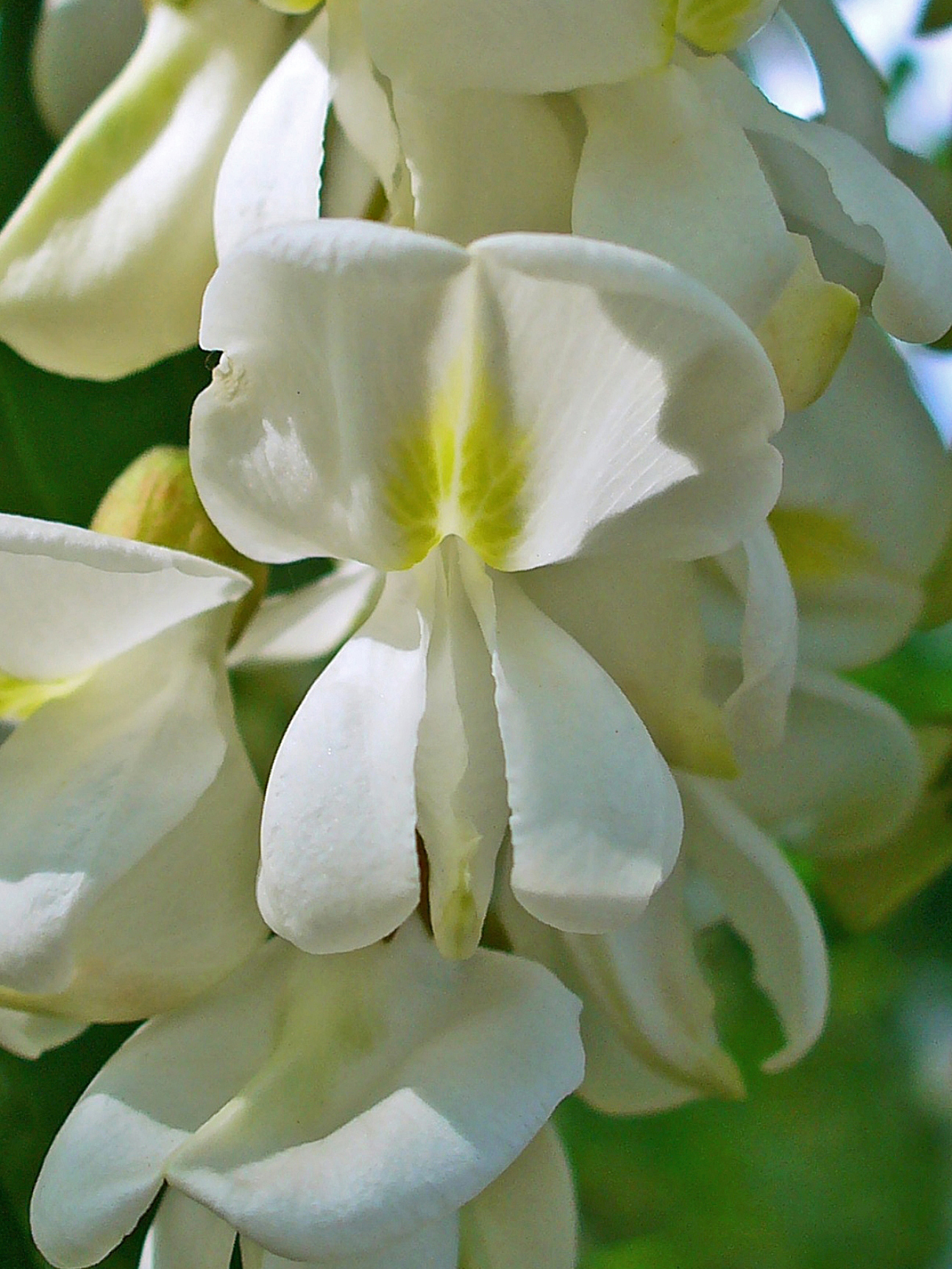
Kwiat

OwoceNagie, gładkie, spłaszczone i równowąskie strąki barwy ciemnobrunatnej (wewnątrz są jasne, jedwabisto połyskujące). W gronach dojrzewa ich po kilka i zwisają długo zachowując się na drzewie. Osiągają od 5 do 12 cm długości i od 1 do 1,3 cm szerokości. Osadzone są w trwałym kielichu. Zawierają od 2 do 15 (najczęściej od 3 do 10) brązowawych lub ciemnobrązowych (czasem też oliwkowozielonych), często nakrapianych, nieco błyszczących nasion o nerkowatym kształcie, długości 5–6 mm i szerokości 3 mm.

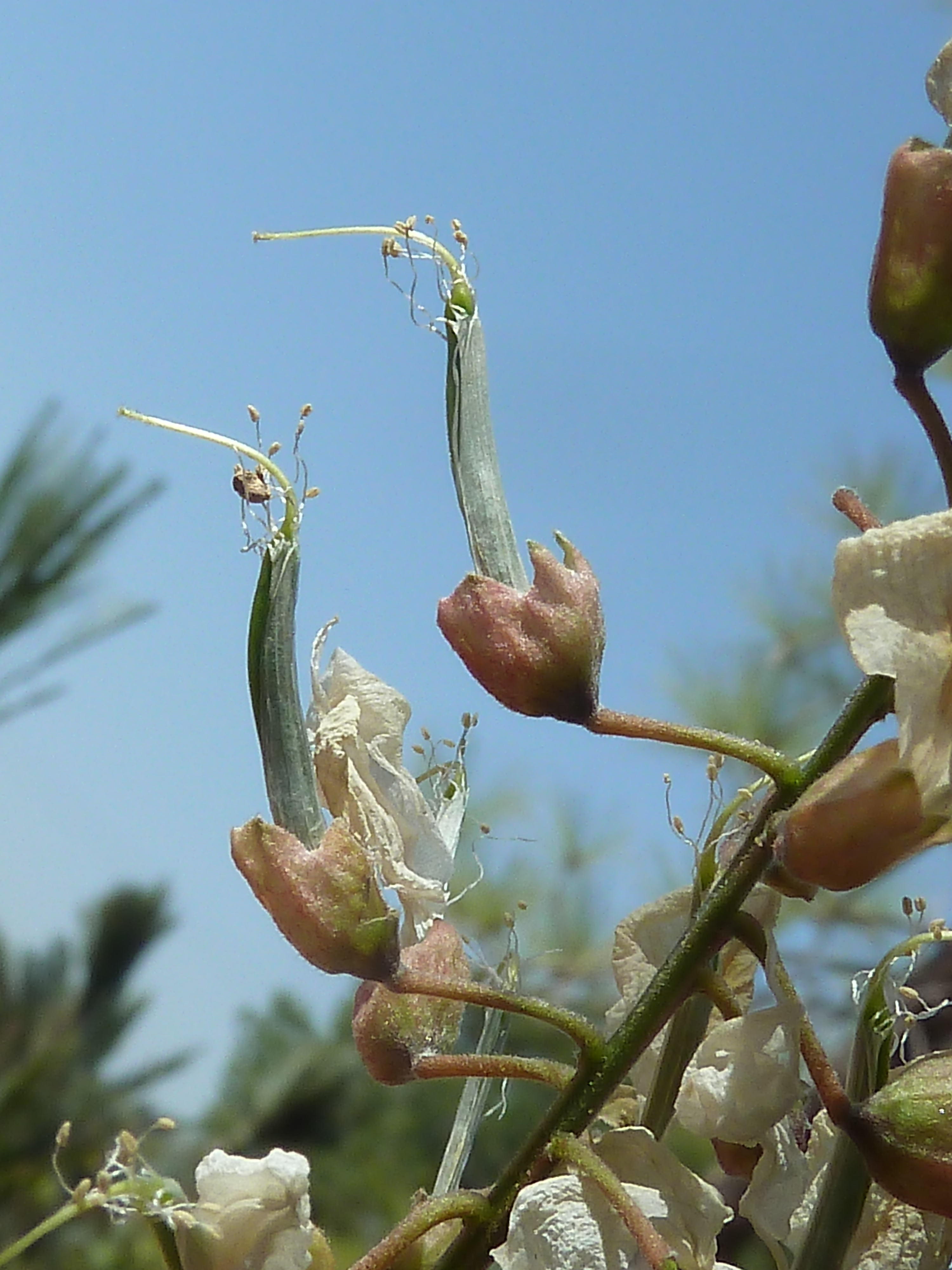
Rosnące owoce
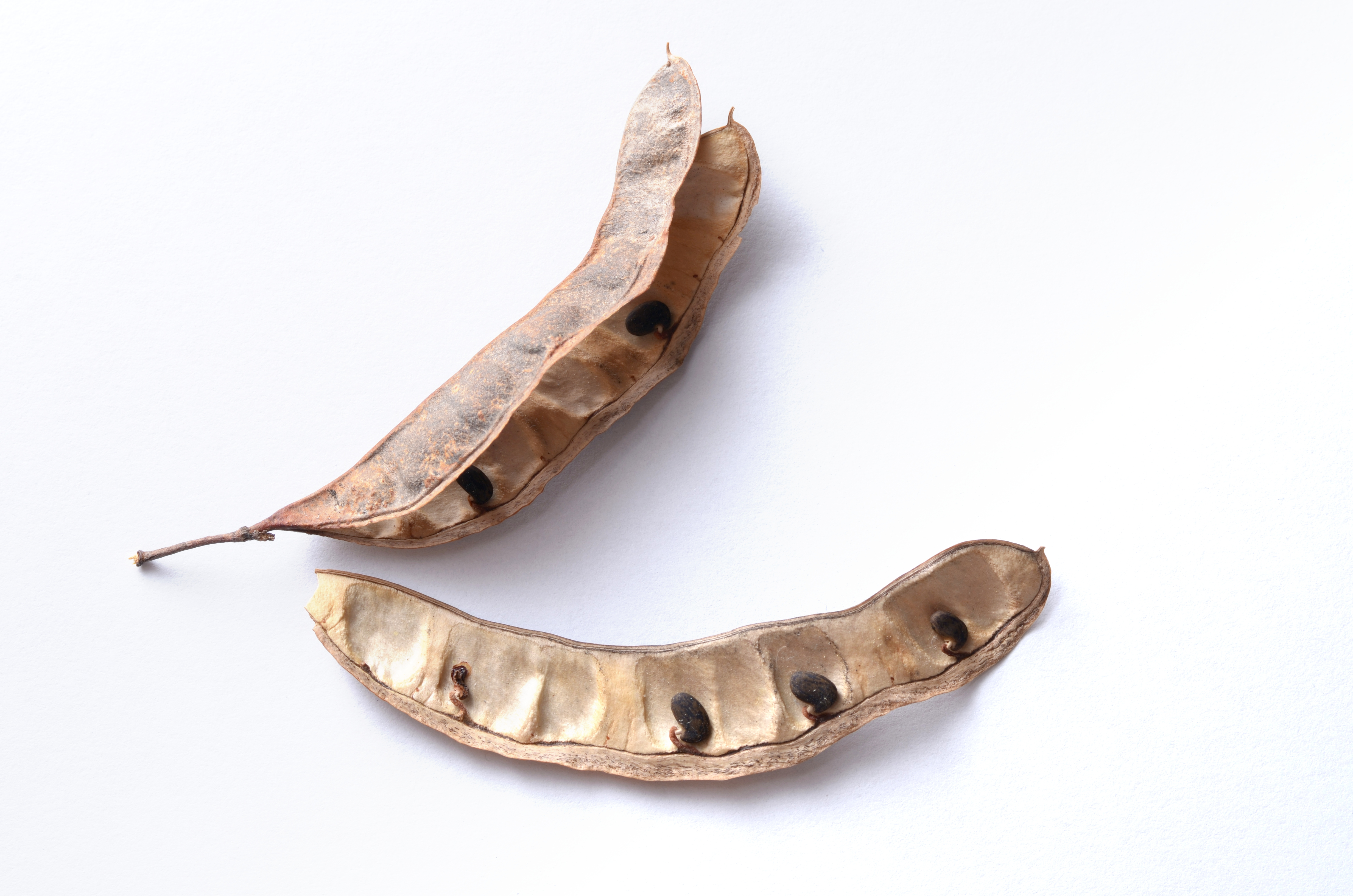
Dojrzały strąk z nasionami
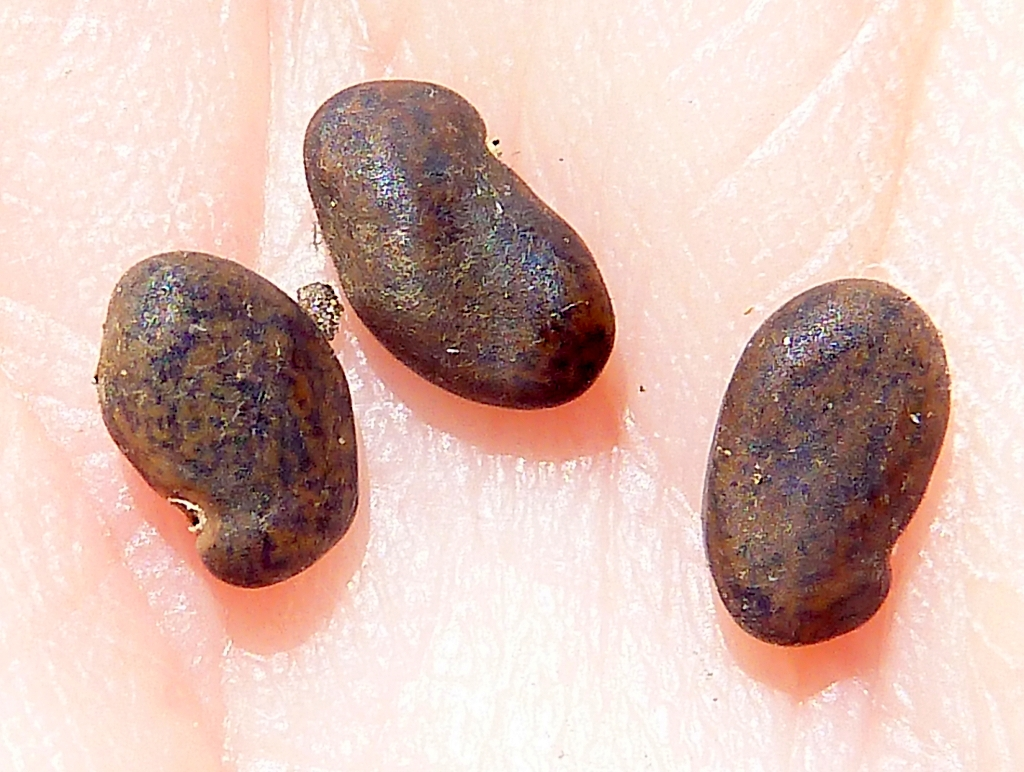
Nasiona

## Anatomia i skład chemiczny

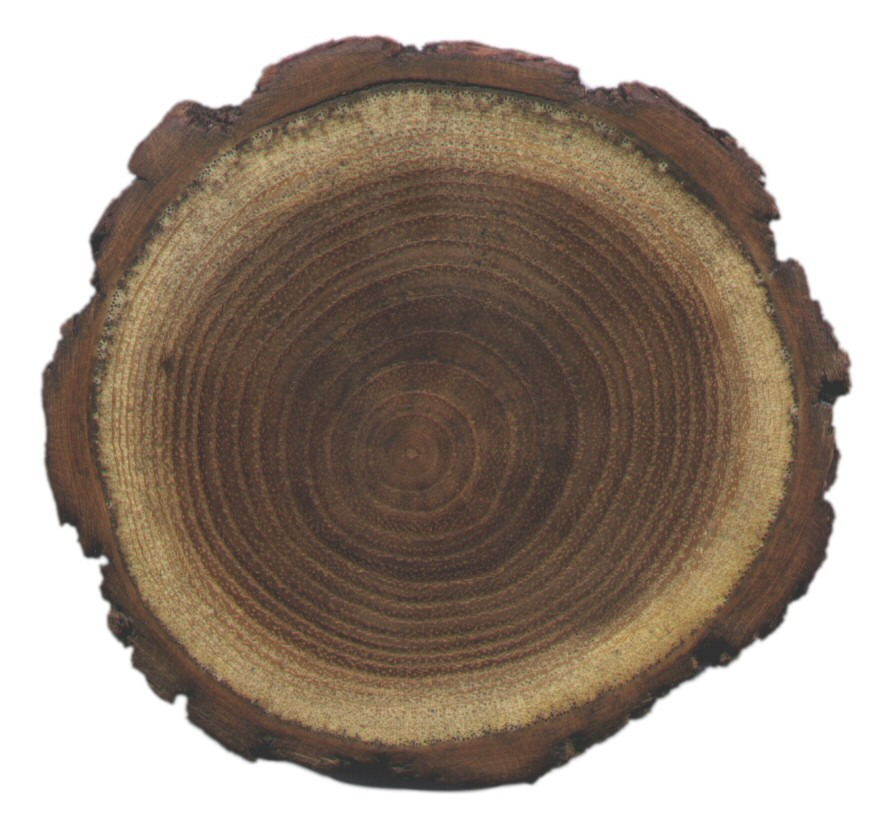
Przekrój poprzeczny pnia

### Budowa drewna
Drewno robinii jest pierścieniowonaczyniowe z wyraźnie widocznymi słojami rocznymi. Bliżej rdzenia słoje są okrągłe, ale w starszych drzewach obwodowe słoje są nieregularne, ponieważ pnie rzadko bywają regularnie cylindryczne. Biel jest bardzo wąski i według jednych wyraźnie, a według innych niewyraźnie odgraniczony od twardzieli, barwy żółtawobiałej. Twardziel jest ciemniejsza – barwy od żółtozielonej (w stanie świeżym) do żółto- lub złotobrązowej (po wyschnięciu). W drewnie wczesnym występują 2–3 rzędy pierścieni dużych naczyń bardzo mocno pozatykane wcistkami. Naczynia w drewnie późnym w końcowej części słoja układają się w skośne pasemka. Drewno ma strukturę średniodrobną, z wyraźnie różniącą się strefą porowatego drewna wczesnego i spoistą strefą drewna późnego. Promienie rdzeniowe na przekroju poprzecznym są niemal niezauważalne, a w promienistym stają się widoczne jako liczne, jasne, wąskie i krótkie pasemka. Składają się z 1 do 7 rzędów wrzecionowato nabrzmiałych komórek.
Drewno ma gęstość od 540 do 870 kg/m³ w stanie suchym i od 800 do 950 kg/m³ w stanie świeżym. Jego zapach w stanie świeżym opisywany jest jako przypominający kulki na mole lub „nieprzyjemny surowo-kwaśny”.

### Fitochemia
W kwiatach i liściach robinii stwierdzono obecność glikozydów flawonoidowych z takimi aglikonami jak: robinina, syryngina, akacyina, kempferol, a także olejku eterycznego (z farnezolem i linalolem), tanin, węglowodanów, kwasów organicznych. Dużą zawartością tanin (2–7%) cechuje się kora. Drewno robinii składa się w 50,1% z celulozy i 20,6% z ligniny.
Właściwości toksyczne
Roślina jest trująca, przy czym zawartość trujących związków w różnych organach rośliny jest bardzo zmienna, najwięcej jest ich w korowinie i nasionach, w mniejszym stopniu trujące są młode pędy, liście, owoce i korzenie, a wcale nie są trujące kwiaty. Za działanie toksyczne odpowiadają: białko robina będąca toksalbuminą oraz saponiny. Objawami zatrucia są mdłości, wymioty, bóle brzucha, wzdęcia, gorączka, zaburzenia widzenia, hemoliza i niewydolność nerek. Objawy zatrucia mogą wystąpić po dłuższym czasie, nawet po kilku dniach od spożycia rośliny. Wśród pracowników wykonujących wycinki drzew i pracujących przy obróbce kory robinii dochodziło do reakcji uczuleniowych, rzadko alergie wywołuje kontakt z drewnem robinii. Do zwierząt szczególnie wrażliwych za zatrucie robinią należą konie (zatrucie następuje po zjedzeniu 200 g kory), muły i kury domowe. Specyficznym objawem zatrucia koni jest „porcelanowo-zielony język i niemiła woń z pyska”, poza tym pobudzenie, skurcze mięśni, drgawki, wydalanie moczu, chwiejny chód, w końcu porażenie i śmierć. Mało wrażliwe na toksyny robinii są przeżuwacze i wiele dziko występujących gatunków.

### Genetyka
Liczba chromosomów 2n = 20 i 22. Działając kolchicyną na merystemy wierzchołkowe utrzymywane w kulturze in vitro uzyskano także tetraploidalne klony robinii. W obrębie rodzimego występowania populacje robinii są bardzo zróżnicowane genetycznie i to nawet bez istotnego znaczenia odległości geograficznej między nimi. Kontrastuje to z sytuacją w obszarach, gdzie gatunek był introdukowany, np. w Europie. Na tym kontynencie przyczyną ograniczonego zróżnicowania jest ogromne znaczenie rozmnażania wegetatywnego robinii oraz fakt pochodzenia roślin z co najwyżej kilku tylko populacji z północnej części pierwotnego zasięgu (efekt wąskiego gardła). W tej sytuacji za poważne zagrożenie uważane są programy hodowlane połączone z wymianą nasion, bowiem skutkować mogą jeszcze większą inwazyjnością gatunku. Postulowane jest wprowadzenie ograniczeń w rozprzestrzenianiu materiału roślinnego robinii pochodzącego z pierwotnego zasięgu.

## Rozwój

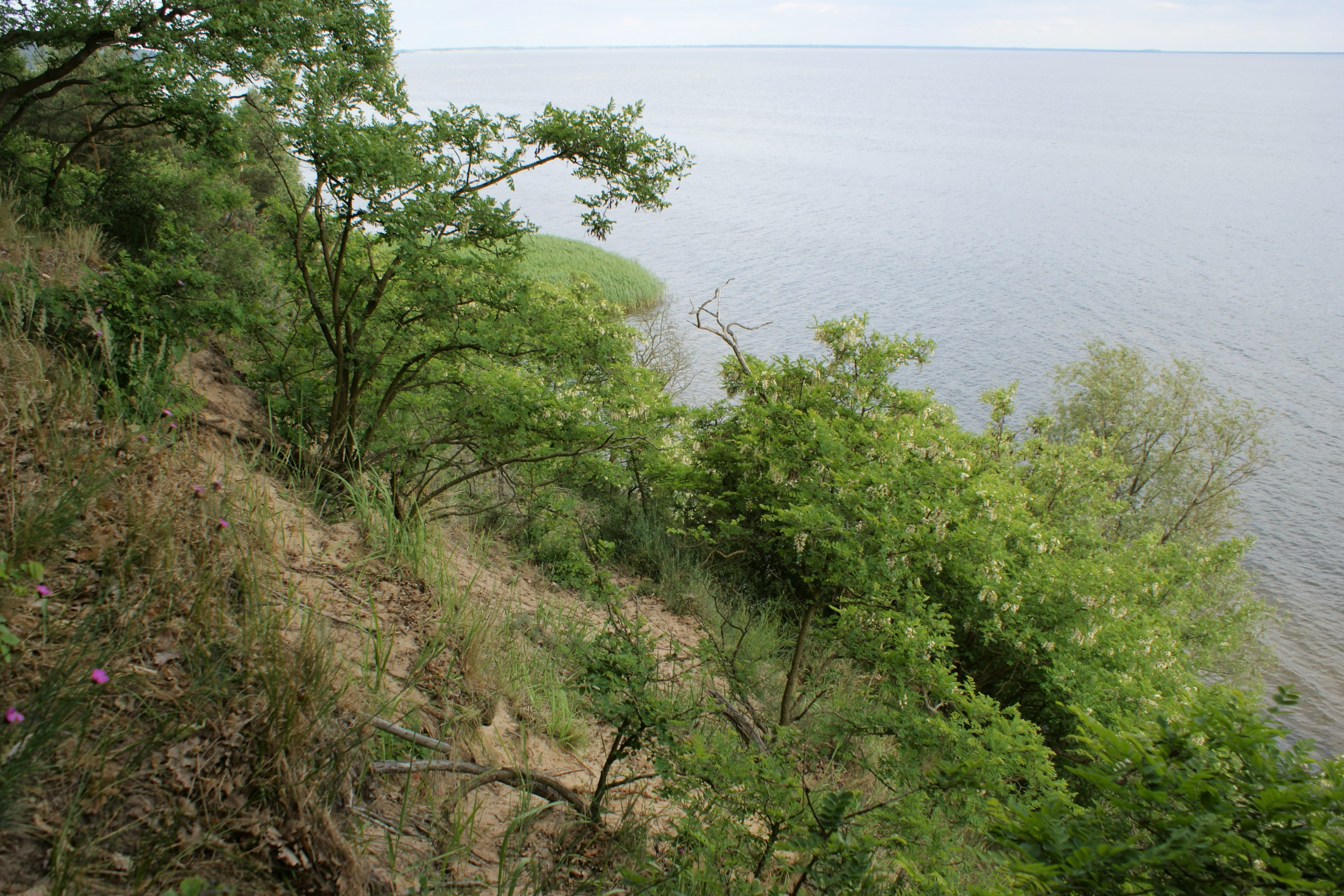
Na stromych stokach robinia ma zwykle pokrój krzaczasty (klif nad Zalewem Szczecińskim)

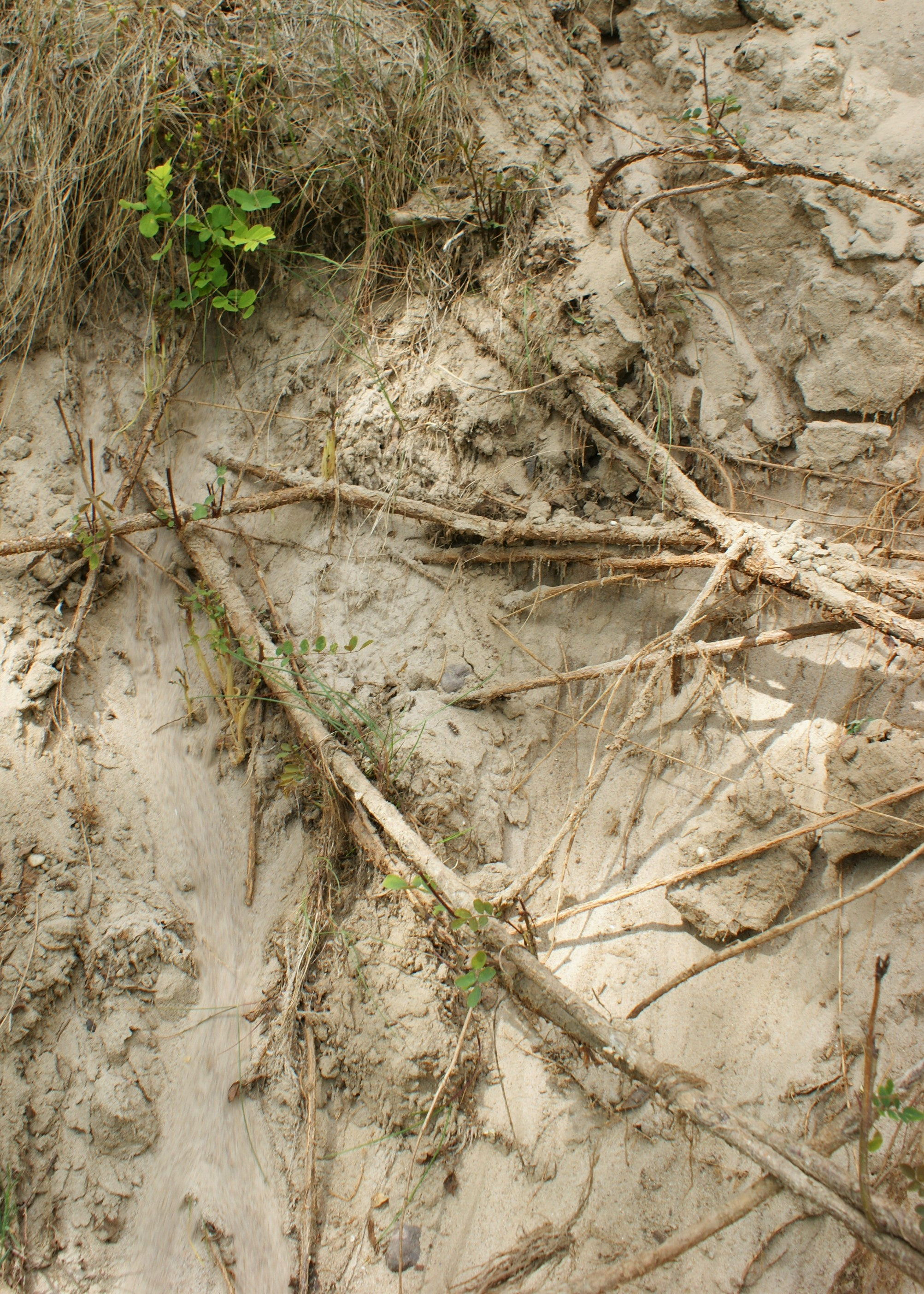
Z korzeni robinii eksponowanych na powierzchni łatwo wyrastają odrośla korzeniowe

W Europie Środkowej liście rozwijają się w końcu kwietnia i na początku maja, u roślin rosnących dalej na północy do drugiej połowy maja. Jesienią liście przebarwiają się na żółto i opadają z drzew, zwykle później niż u większości innych gatunków. Często także pozostają zielone aż do nadejścia przymrozków i opadają dopiero po nich.
Kwitnienie
Następuje w okresie od maja do czerwca (w przypadku roślin rosnących dalej na południu może zacząć się w kwietniu, a wyjątkowo nawet w lutym) i często jest też powtarzane (powtórne kwitnienie w drugiej połowie lata z reguły jest jednak słabsze). Im dalej na południe tym kwitnienie zaczyna się szybciej i np. w południowej Europie kwiaty rozwijają się równocześnie z liśćmi lub bywa, że przed nimi. Także w obrębie miejskich wysp ciepła kwitnienie jest przyśpieszone o kilka dni. Poza tym w ciągu minionych 150 lat w związku z globalnym ociepleniem nastąpiło przyśpieszenie kwitnienia wynoszące do 8 dni. Kwitnienie poszczególnych drzew trwa przez 10–12 dni. Drzewa w Polsce nie kwitną równocześnie i łącznie kwitnienie w skali kraju rozciągnięte jest do czterech tygodni. Zapylenia dokonują błonkoskrzydłe, w Europie głównie pszczoły wabione nektarem. Przy czym pszczoła miodna i inne owady podobne jej rozmiarami mogą dostać się do wnętrza kwiatu zwykle tylko podczas ciepłej pogody, a podczas chłodów sztywniejsze z powodu większego turgoru płatki rozchylić mogą tylko trzmiele. Nektar powstaje w miodnikach u nasady rurki tworzonej przez zrośnięte nitki pręcików, a dostęp do nich umożliwiają otwory po bokach jedynego pręcika o wolnej nitce. U części roślin otwór jest tylko jeden lub nie ma żadnego i one nie tworzą nektaru, podobnie jak i rośliny rosnące w mocno niekorzystnych warunkach siedliskowych – na zwięzłych, mocno wapiennych glebach. Podejrzewa się, że pierścień włosków otaczających znamię pełni rolę zapobiegającą samozapyleniu, podobnie jak protandria – wcześniejsze dojrzewanie pręcików niż słupka. W przypadku utrzymywania się zimnej pogody w czasie kwitnienia kwiaty się nie otwierają i może w nich wówczas nastąpić samozapylenie. W obrębie zalążni większość zalążków pozostaje niezapłodnionych (przynajmniej w obrębie rodzimego występowania gatunku).
Owocowanie i rozsiewanie
Owoce dojrzewają we wrześniu–październiku i często wiszą na drzewie do wiosny, przy czym obradzają obficie co roku lub czasem co dwa lata. Jedno drzewo rodzi ok. 6 do 12 kg nasion, przy średniej masie pojedynczego nasiona wynoszącej według różnych autorów od 16,5 do 20,4 mg. Owoce otwierają się i wysypują nasiona sukcesywnie od jesieni do wiosny, głównie zimą i pozostają zawieszone, otwarte do wiosny kolejnego roku. Rozprzestrzenianie diaspor następuje głównie za pomocą wiatru i jest skuteczne zwłaszcza w miesiącach zimowych, na pokrywie śnieżnej. Poza tym rozprzestrzeniane są grawitacyjnie, za pomocą wody (zachowują zdolność do kiełkowania unosząc się w wodzie nawet przez 9 dni), pojazdów oraz zwierząt (endochoria po spożyciu nasion przez ptaki i świnie).
Z powodu chowu wsobnego nasiona powstające w płatach robinii rozprzestrzeniających się wegetatywnie (czyli w efekcie niezróżnicowanych genetycznie) cechują się bardzo małą zdolnością do kiełkowania (poniżej 2% i to w warunkach szklarniowych). Nasiona z populacji tworzonych przez zróżnicowane osobniki cechują się w stanie świeżym jednak niewiele większą zdolnością do kiełkowania (wynoszącą od 3,5 do 22%). Wyraźnie częściej kiełkują nasiona, które zostaną poddane skaryfikacji (działaniu pożaru, wysokiej lub bardzo niskiej temperatury, uszkodzeniu łupiny) – w wyniku takich oddziaływań nasiona kiełkują w 67 do ponad 95%. Zdolność do kiełkowania opisywana jest jako nie ustalona w sposób jednoznaczny, według niektórych źródeł wynosi trzy lata, według innych – nawet 80 lat. Wiadomo, że nasiona zachowują ją przez ponad 10 lat w przypadku przechowywania w niskich temperaturach.
Kiełkowanie
Nasiona kiełkują zwykle wiosną i kiełkowanie jest epigeiczne. Hipokotyl osiąga do 2,5 cm długości, jest nagi, zielonkawy, pod liścieniami czerwonawy. Liścienie są krótkoogonkowe, owalne, osiągają do 1,5 cm długości i 1 cm szerokości, są nagie i mięsiste. Epikotyl osiąga do 2,5 cm długości, jest owłosiony. Liście wyrastają z niego naprzemianlegle. Pierwszy liść jest niepodzielony, okrągławy, o średnicy 1,5 cm i osadzony na ogonku 1,5 cm długości. Pojawia się po ok. tygodniu od rozpoczęcia kiełkowania. Drugi liść jest trójlistkowy, a kolejne są już z wieloma listkami, nieparzysto pierzaste. Młody pęd rośnie zygzakowato powyginany. Siewki i młode robinie są bardziej cienioznośne od starszych, ale w przypadku dużego zwarcia warstwy drzew lub pokrycia niższych warstw (są bardzo mało konkurencyjne wobec roślin zielnych) – takie młode rośliny szybko zamierają.

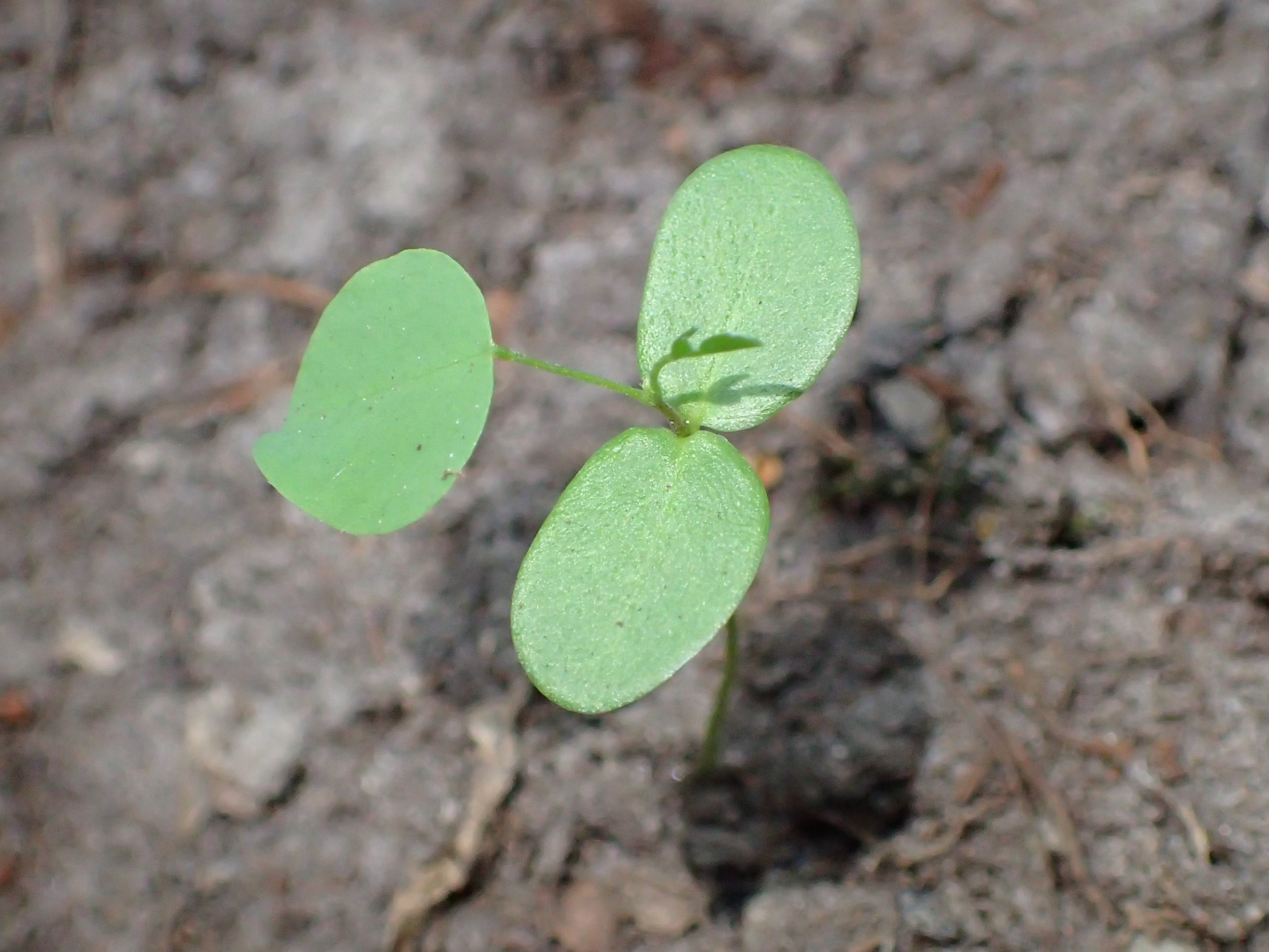
Siewka (ok. 1 tydzień)
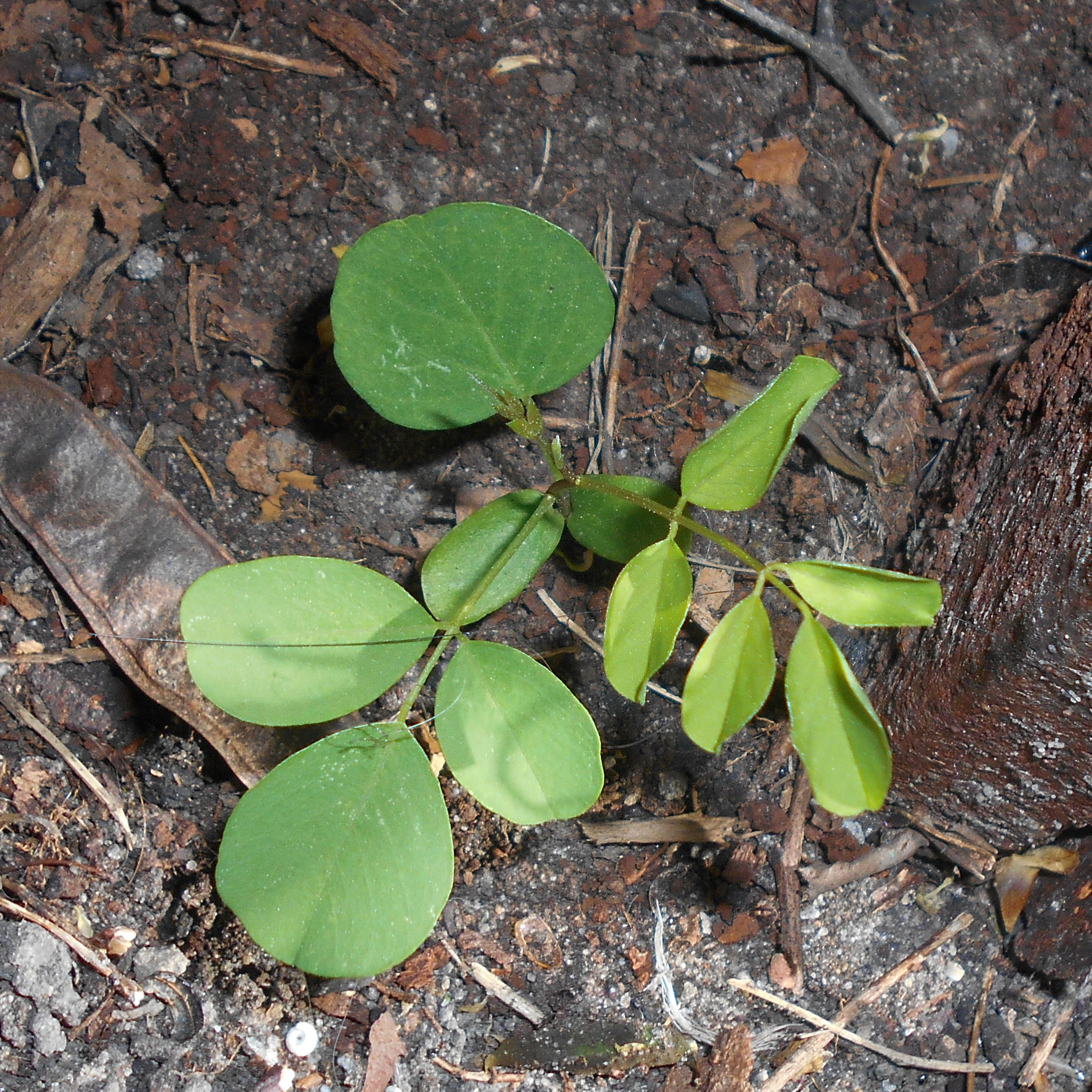
Siewka (ok. 3–4 tydzień)
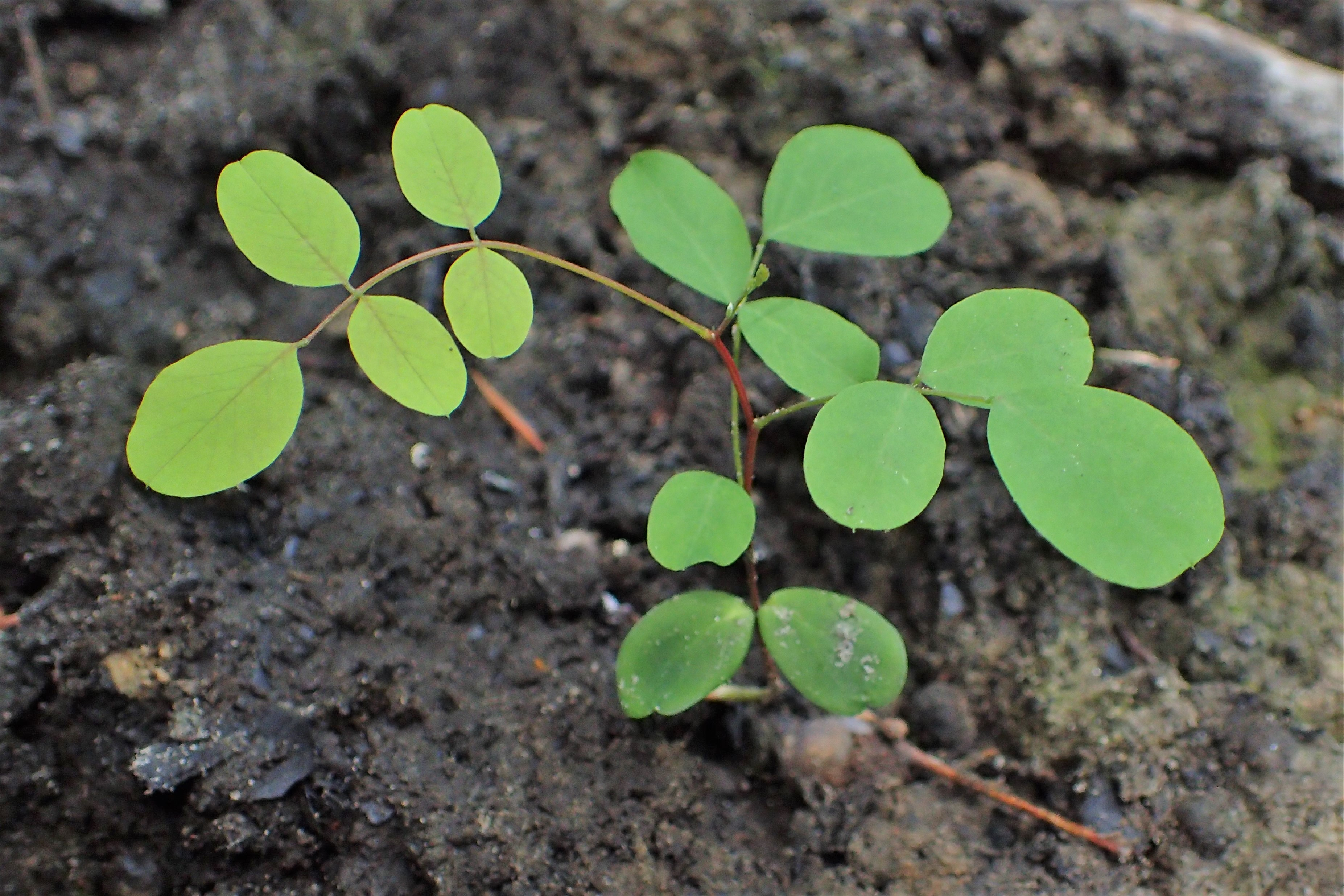
Siewka
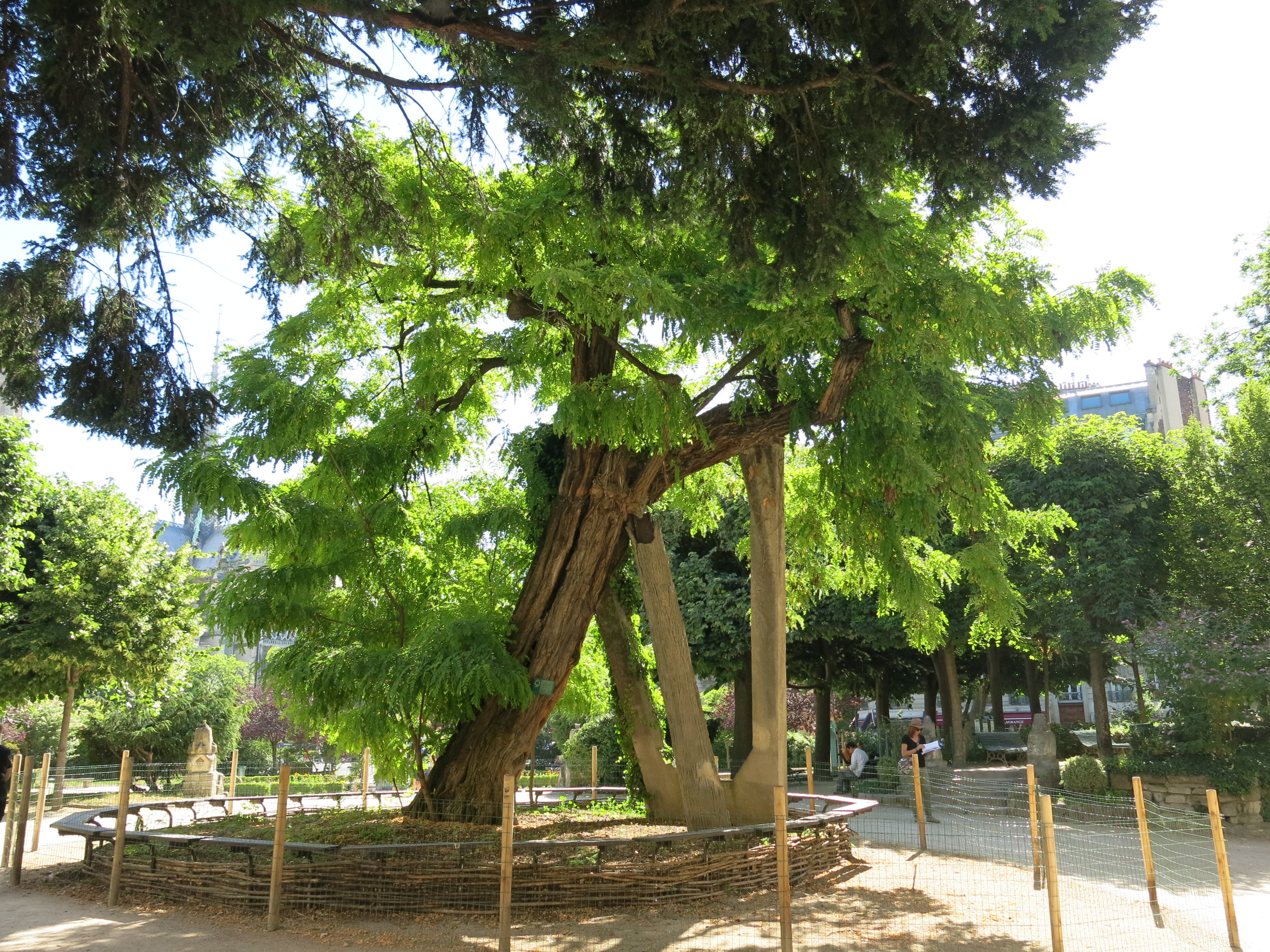
Około 400-letnia robinia z Paryża

Wzrost i zamieranie
Wzrost młodych roślin w ciągu pierwszych 5 lat odbywa się w szybkim tempie wynoszącym od 0,3 do 0,8 m rocznie, w optymalnych warunkach siedliskowych tempo wzrostu w pierwszych 10 latach sięgnąć może średnio 1,2 m rocznie. Robinia może zacząć owocować już w 6 lat po skiełkowaniu, przy czym owocowanie jest intensywne po osiągnięciu wieku 15 lat, natomiast po ok. 30–40 latach intensywność owocowania zaczyna spadać, a po 60 latach drzewa zwykle przestają rodzić owoce. Gatunek intensywnie rozmnaża się także wegetatywnie za pomocą odrostów korzeniowych i powstających u nasady pnia. W wyższych położeniach górskich i w klimacie chłodniejszym, w tym w Polsce, jest to podstawowy sposób rozmnażania się tego gatunku, ale dominuje nad rozmnażaniem generatywnym także w rodzimym obszarze występowania. Przyrosty korzeni pozwalają na pojawianie się odrostów każdego roku o ok. metr dalej od rośliny macierzystej. Odrosty szybko się usamodzielniają – zwykle już po kilku latach ustaje przepływ asymilatów z rośliny macierzystej. Tworzenie się odrostów jest intensywniejsze w przypadku niekorzystnych oddziaływań w środowisku powodujących mechaniczne uszkodzenia korzeni lub pnia, pożaru, odsłonięcia korzeni z powodu np. erozji. Pierwsze odrosty pojawiają się już u roślin 4–5-letnich, jednak intensywny rozwój systemu korzeniowego następuje po ok. 15–20 latach wzrostu drzewa, kiedy też korzeń palowy burakowato drewnieje. Pojedynczy okaz robinii rozmnażający się wegetatywnie (genet) może rozrosnąć się na powierzchni 1 ha.
W obszarze rodzimego występowania, z powodu presji owadów roślinożernych i konkurencyjnych gatunków drzew, wzrost robinii znacząco słabnie już po osiągnięciu wieku 10–20 lat i wówczas też zaczyna wzrastać śmiertelność tych roślin. Po 15–30 latach robinie zamierają ustępując bardziej konkurencyjnym gatunkom. W obszarach poza zasięgiem rodzimym większą długowieczność tych roślin tłumaczy się przede wszystkim mniejszą presją roślinożerców. Robinie dożywają w Europie zwykle do 90–100, a rzadziej i większej liczby lat. Rekordowo długowieczne okazy osiągają ok. 400 lat (drzewo z Paryża). W Polsce ponad 200 lat ma mieć okaz rosnący przy ogrodzie botanicznym w Krakowie.

## Ekologia

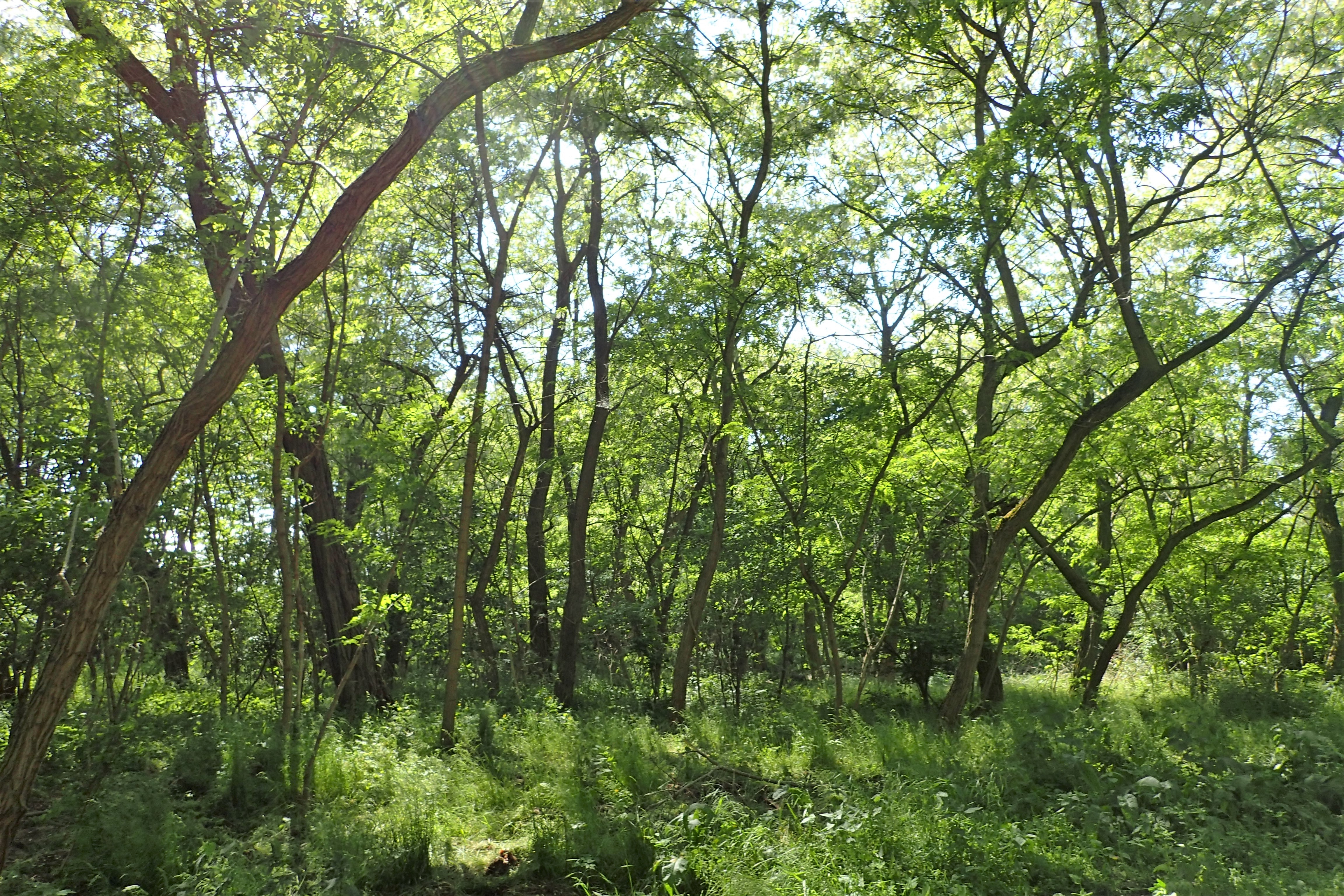
Zbiorowisko roślinne z panującą robinią akacjową w Szczecinie

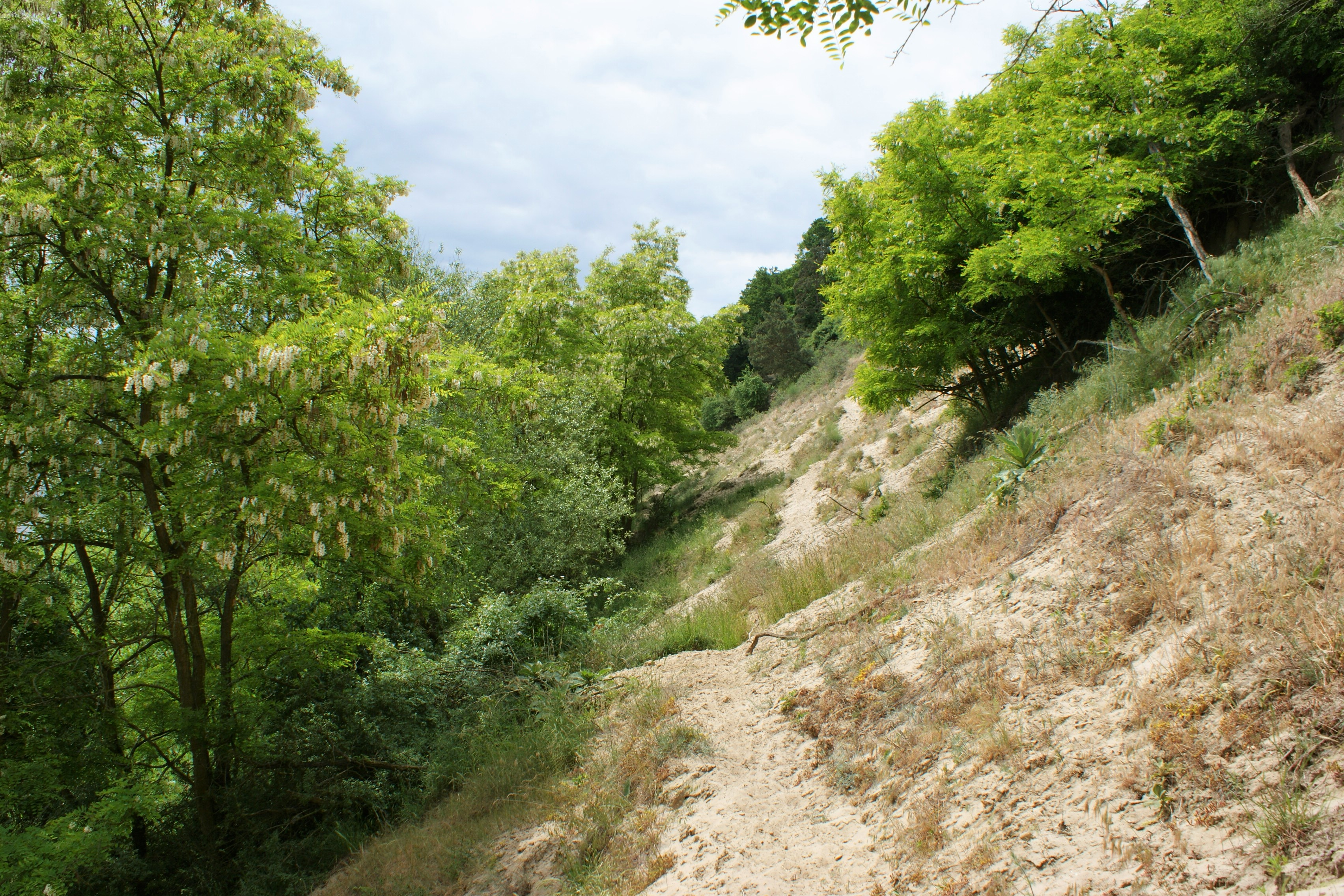
Robinia zarastająca murawy na martwym klifie nad Zalewem Szczecińskim

### Wymagania siedliskowe
Obszar naturalnego zasięgu robinii znajduje się pod wpływem klimatu cechującego się znaczną wielkością opadów (średniorocznie od 1020 do 1830 mm) ze średnimi temperaturami najzimniejszego miesiąca (stycznia) wynoszącymi od –4 do 7 °C, a najcieplejszego (sierpnia) od 18 do 27 °C. Podobnie optimum rozwoju ma w Europie w strefie klimatu ciepłego kontynentalnego i śródziemnomorskiego – cechujących się wysokimi temperaturami w okresie letnim. Preferencjami termicznymi gatunku tłumaczony jest jego słabszy rozwój na obszarach górskich. Dorosłe drzewa dobrze znoszą znaczne spadki temperatur (co najmniej do –38 °C), ale też w północnej części zasięgu pierwotnego obserwowane są uszkodzenia mrozowe. Zwłaszcza młode rośliny wrażliwe są na wczesne i późne przymrozki. W przypadku starszych roślin groźne są tylko wczesne (jesienne) przymrozki, ponieważ pędy wiosną rozwijają się późno. Na obszarach górskich w Ameryce Północnej robinia sięga do 1200 m n.p.m. w Great Smoky Mountains, a w Europie do ok. 800 m n.p.m. w Karpatach i ok. 1600 m n.p.m. w południowych Alpach.
Gatunek ten dobrze rośnie na bardzo różnych glebach – od bardzo żyznych do ubogich, od kwaśnych do zasadowych, od wilgotnych do suchych. Słabo rozwija się jednak na glebach stale mokrych i silnie zbitych, gliniastych (wymaga gleb przepuszczalnych i napowietrzonych). W obszarze naturalnego występowania ma węższe spektrum ekologiczne – unika gleb kwaśnych i suchych, na których dobrze radzi sobie w Europie. W warunkach niekorzystnych, np. na stromych stokach i na terenach skalistych robinia z reguły rośnie krzaczasto, a nie jako drzewo. Przy szerokim spektrum tolerancji wyraźnie najlepiej rośnie na glebach żyznych, głębokich i zasadowych, w miejscach osłoniętych od wiatru (z powodu kruchości drewna). Często rozsiewa się na siedliskach i glebach antropogenicznych, silnie przekształconych i porzuconych – na gruzowiskach, terenach kolejowych i przemysłowych, w szczelinach murów. Dobrze znosi susze (aczkolwiek hamują one jej wzrost), a źle wysoki poziom wód – rośnie co prawda w lasach nadrzecznych, ale tylko w miejscach, gdzie średni poziom wód gruntowych znajduje się poniżej 3 m od poziomu gruntu. Robinia jest odporna na zanieczyszczenia powietrza i warunki klimatu miejskiego, na zasolenie gleby (aczkolwiek zasolenie opóźnia i osłabia kiełkowanie nasion) oraz pożary. Dzięki grubej korze pnie często przeżywają i rośliny odrastają nawet w przypadku spalenia korony, ewentualnie po spaleniu drzewa pojawiają się odrosty z korzeni i nasady pnia. Wrażliwe na pożary są młode rośliny o cienkiej korowinie. Pożary skutkują intensywniejszym kiełkowaniem nasion robinii.
W odniesieniu do typów siedlisk leśnych robinia najczęściej rośnie na siedliskach lasu mieszanego świeżego i boru mieszanego świeżego.
Jest to gatunek bardzo światłolubny, przy czym ma zdolność unikania nadmiernego nasłonecznienia poprzez ustawianie się listków liści złożonych pod nie większym kątem względem padania promieni słonecznych niż 20° (plagiofototropizm). W ekosystemach leśnych w rodzimym obszarze występowania robinia rośnie jako gatunek pionierski – zasiedlający luki w lasach, w których drzewostan został zniszczony z powodu pożarów, powodzi, w miejscach wystąpienia wywrotów, a w lasach użytkowanych gospodarczo także na zrębach. Pojawia się także obficie w miejscach zniszczonych przez lawiny. W pierwszej fazie sukcesji tworzy lite drzewostany lub jest gatunkiem dominującym, po czym ustępuje silniej rosnącym gatunkom. Jako gatunek światłożądny jest bardzo wrażliwy na zacienienie – w półcieniu rośnie słabo, nie tworzy dużej korony. W obrębie pierwotnego zasięgu poza lasami robinia notowana jest także na siedliskach zastępczych – wkracza na porzucone pola, na tereny pokopalniane oraz porasta tereny wylesione po zrębach.
W obszarach, gdzie gatunek rośnie jako introdukowany, zasiedla bardzo zróżnicowane siedliska – nieużytki poprzemysłowe, odłogowane pola i porzucone pastwiska, murawy, zarośla, lasy i plantacje drzew, przydroża i przytorza. W południowej Europie wprowadzany jest lub rozprzestrzenia się spontanicznie na różnorodnych siedliskach leśnych, zaroślowych i murawowych np. w lasach z kasztanem jadalnym Castanea sativa i dębem bezszypułkowym Quercus petraea, z dębem omszonym i lasach nadrzecznych. W Afryce południowej rozprzestrzenia się wzdłuż brzegów rzek i strumieni, w formacji veldt i wzdłuż przydroży. W Ameryce Północnej poza swym pierwotnym zasięgiem rozprzestrzenia się także na prerii i w dolinach rzek.

### Oddziaływania na środowisko i międzygatunkowe
Wpływ robinii na warunki glebowe

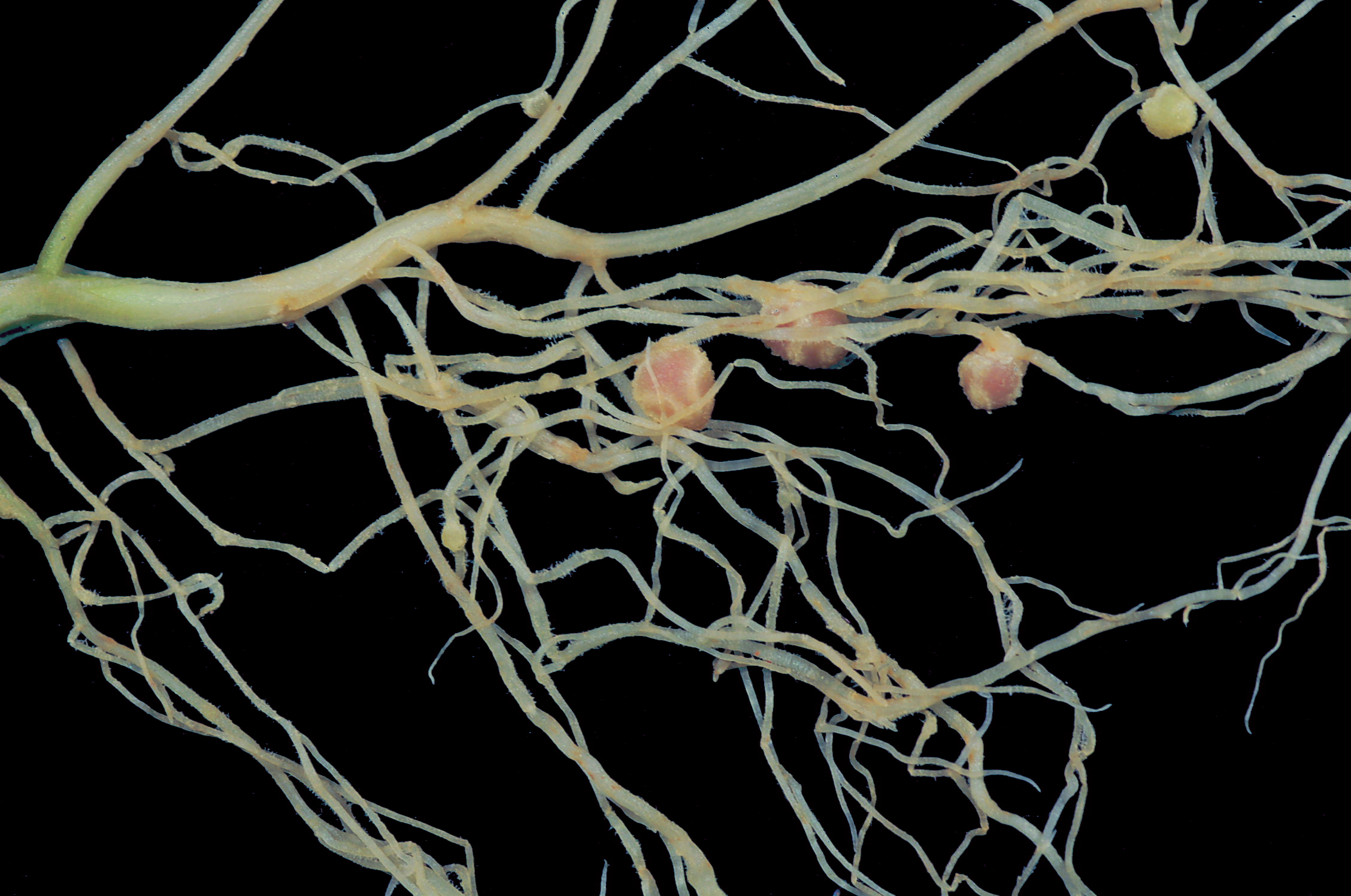
Brodawki korzeniowe na korzeniach robinii

Korzenie robinii tworzą brodawki korzeniowe, w których żyją bakterie brodawkowe (azotowe). Na różnych obszarach rejestrowane są symbionty różnych gatunków (częściowo też przenoszone prawdopodobnie wraz z nasionami), co świadczy o adaptacji robinii do tworzenia relacji symbiotycznych z lokalnie występującymi bakteriami azotowymi. W brodawkach stwierdzono bakterie z rodzajów: Bradyrhizobium, Mesorhizobium, Phyllobacterium, Rhizobium i Sinorhizobium. W ciągu roku robinie rosnące na 1 ha wiążą za ich pomocą od 23 do 300 kg azotu (najbardziej intensywnie latem). Jego część przenika z korzeni do gleby, ale największy ładunek azotu do gleby dostarczany jest wraz ze zrzucanymi liśćmi (ponad 40 kg azotu na 1 ha). Liście robinii cechują się dużą zawartością tego pierwiastka (ponad 13 mg N/g), przy czym ze względu na dużą zawartość ligniny (średnio ponad 14%) rozkładają się relatywnie wolniej od większości drzew liściastych (połowa masy liści rozkłada się dopiero po ok. 97 dniach). Ilości azotu uwalniane do gleby rosną wraz z wiekiem roślin do osiągnięcia przez nie kilkunastu lat, a później spadają. W płatach robinii w wieku lat 4 do gleby trafia rocznie ok. 48 kg azotu na 1 ha, w wieku 17 lat – 75 kg, a w wieku 38 lat – 33 kg. Robinia wpływa także w miejscach występowania na dostępność wapnia i fosforu, zawartość węgla organicznego i odczyn gleby, przy czym zmiany w glebie utrzymują się długotrwale także po usunięciu tego gatunku, przez co wpływa on istotnie na kierunek sukcesji. Powierzchnie pokryte robinią zwiększają przy tym eutrofizację także przyległych zbiorników i mokradeł. Plantacje robinii powodują spadek wilgotności gleby, problematyczny w szczególności na obszarach, gdzie opady są niewystarczające dla uzupełnienia zasobów wody w glebie (poniżej 550 mm rocznie).

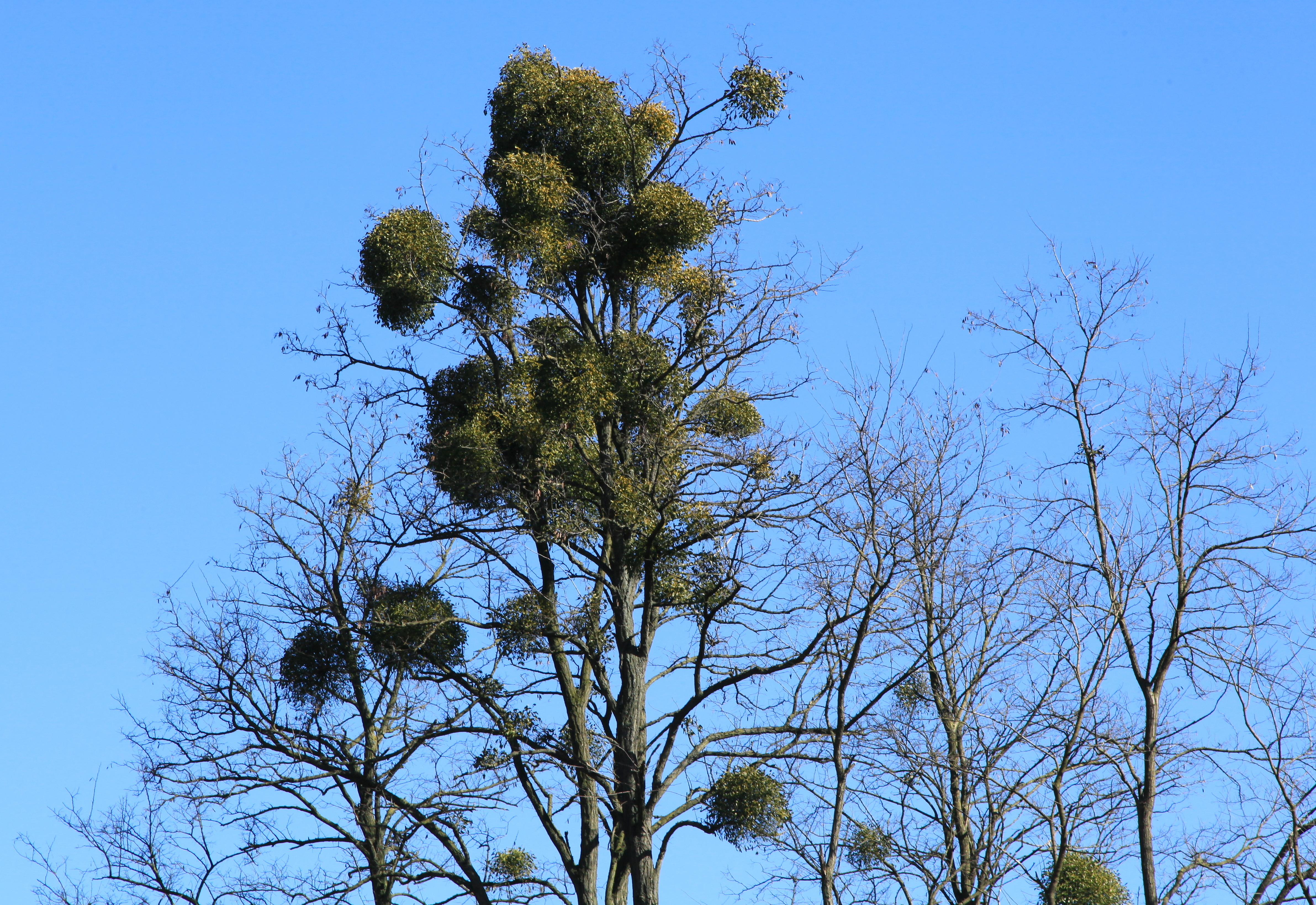
Drzewa robinii często porośnięte są przez jemiołę

Oddziaływania międzygatunkowe z roślinami
W pierwotnym swym zasięgu robinia jest pionierskim gatunkiem zasiedlającym luki w lasach z tulipanowcem amerykańskim, ale też z dębem białym i czerwonym oraz w lasach mieszanych z dębami oraz sosną kłującą i Pinus echinata. W pierwszym etapie sukcesji bardzo szybko rosnąc i odnawiając się za pomocą odrostów robinia wypełnia luki w tych lasach, ale już po 15–30 latach wypierana jest przez silniej rosnące gatunki drzew (np. tulipanowiec amerykański), odgrywając w efekcie znaczną rolę tylko w pierwszym, krótkotrwałym etapie sukcesji leśnej.
Na obszarach, gdzie gatunek został introdukowany – utrzymuje się długotrwale w miejscach występowania, bardzo istotnie i negatywnie wpływając na różnorodność gatunkową szaty roślinnej. Ze względu na pionierski charakter, szybki wzrost i rozrastanie się klonalne – dynamicznie zajmuje nowe obszary i je pokrywa, ograniczając wzrost gatunków na nich rodzimych zarówno przez bezpośrednią konkurencję, oddziaływania allelopatyczne, jak i istotną zmianę warunków siedliskowych (zwłaszcza zasilenie gleby w azot, ale w przypadku zarastania siedlisk otwartych też zacienienie). Uznawana jest za szczególnie niebezpieczną dla muraw i zarośli kserotermicznych, dla muraw napiaskowych, wrzosowisk, roślinności naskalnej, ciepłolubnych, świetlistych dąbrów i grądów. W szczególności problem stanowi dla pierwotnie bogatych florystycznie muraw i świeżych łąk, przyczyniając się do wymierania wielu typowych dla nich gatunków roślin.
W dużym stopniu niezależnie od wcześniejszych warunków ekologicznych, na obszarach introdukcji w Europie, pod okapem robinii rozwija się podobny zestaw gatunków azotolubnych, cienioznośnych i ruderalnych, takich jak: pokrzywa zwyczajna, bez czarny, glistnik jaskółcze ziele, przytulia czepna, bodziszek cuchnący i bluszczyk kurdybanek, a na siedliskach uboższych wzrasta udział traw. Z reguły spada zróżnicowanie gatunkowe roślin i następuje homogenizacja runa. Dodatkowo warunki kształtowane w miejscach występowania robinii wspierają neofityzację – do jej zbiorowisk chętnie wkraczają inne gatunki obce, takie jak: niecierpek drobnokwiatowy, klon jesionolistny, czeremcha amerykańska, nawłocie. W okresie kwitnienia wonne i nektarodajne kwiaty skutecznie wabią zapylaczy ograniczając możliwość zapylenia rodzimych gatunków rosnących w sąsiedztwie. W korzeniach, korze i opadających liściach robinii znajdują się substancje (m.in. flawonoidy) działające allelopatycznie na rośliny towarzyszące, w szczególności ograniczają zróżnicowanie gatunkowe traw i bylin występujących na murawach opanowywanych przez robinię. Z kolei negatywne oddziaływanie allelopatyczne na robinię mają rośliny z rodzaju orzech Juglans i Mikania. Do gatunków drzew z powodzeniem konkurujących z robinią na obszarach, gdzie jest ona inwazyjna należy także inwazyjny bożodrzew gruczołowaty Ailanthus altissima.
Robinia wnika do różnych zespołów roślinności, w początkowych fazach inwazji pozwalając jeszcze na ich identyfikację (np. wkraczając do suboceanicznego boru sosnowego). W przypadku dominacji tego gatunku zbiorowiska z nim określane są jako tzw. „laski robiniowe” rozmaicie klasyfikowane w syntaksonomii, przy czym ze względu na dominację gatunków ruderalnych zwykle nie są zaliczane do roślinności leśnej, a takich klas roślinności jak Galio-Urticetea czy Rhamno-Prunetea, ewentualnie wyodrębniane są do własnej klasy Robinietea. W zależności od wilgotności i warunków termicznych wyróżniane są związki zespołów (kolejno do coraz suchszych i cieplejszych): Chelidonio majoris-Robinion pseudoacaciae, Balloto nigrae-Robinion pseudoacaciae i Euphorbio cyparissiae-Robinion pseudoacaciae. O ile w pierwotnym swym obszarze występowania robinia jest szybko zastępowana przez gatunki typowo leśne, o tyle w Europie tworzy zbiorowiska znacznie bardziej trwałe.
Robinia bardzo często zasiedlana jest przez półpasożytniczą jemiołę pospolitą.

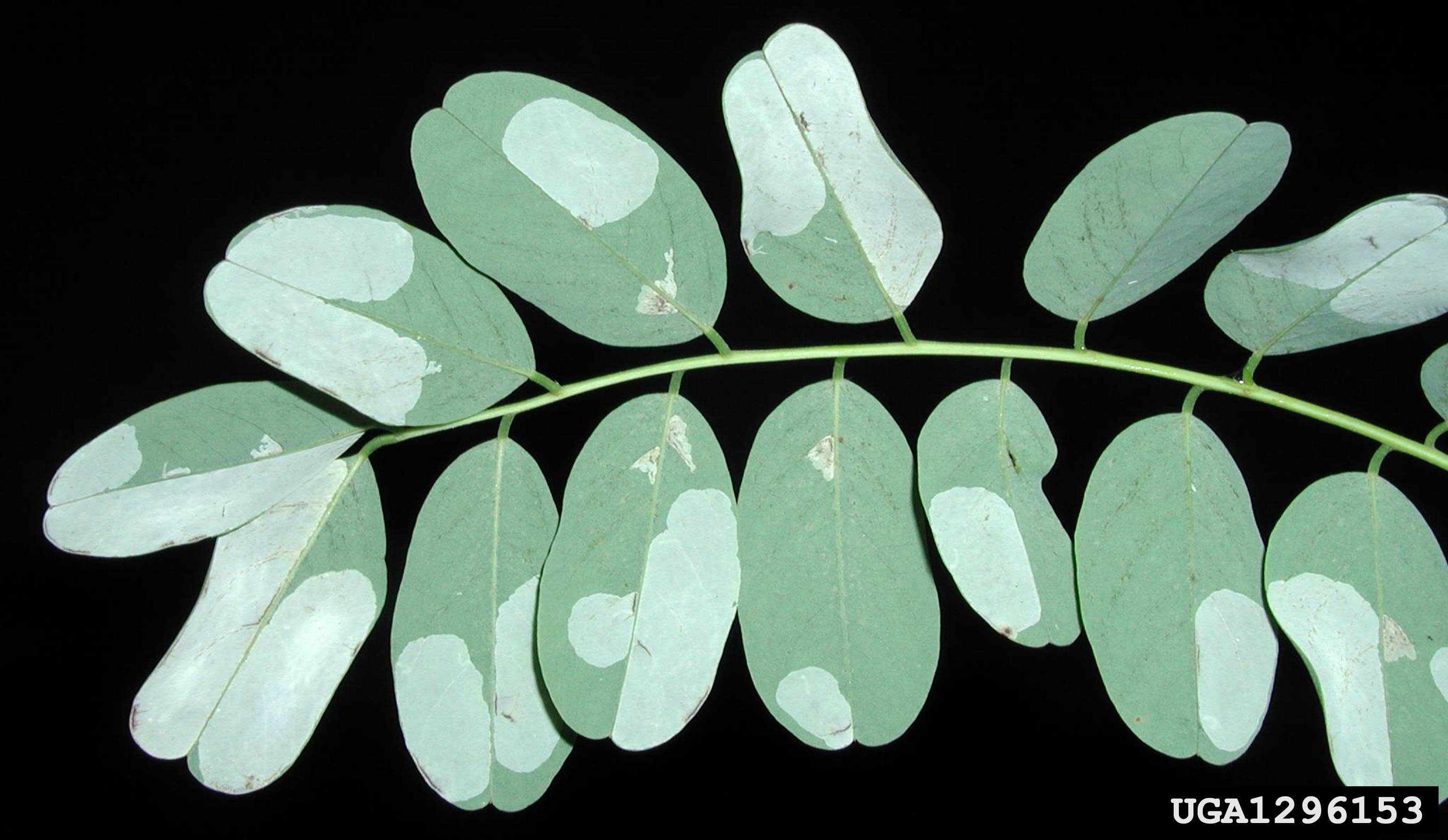
Liście robinii z minami szrotówka robiniaczka

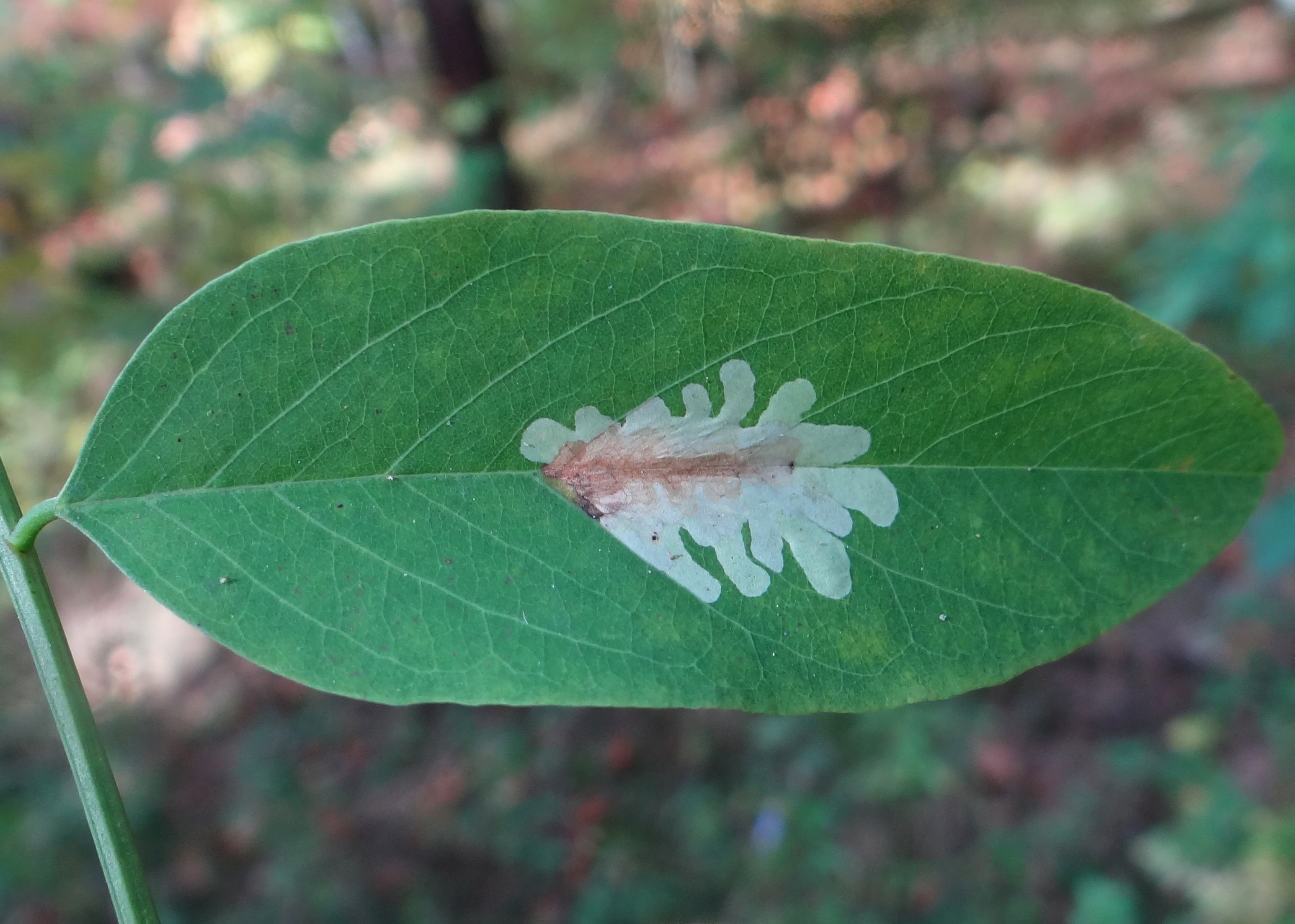
Mina monofaga robinii – Parectopa robiniella

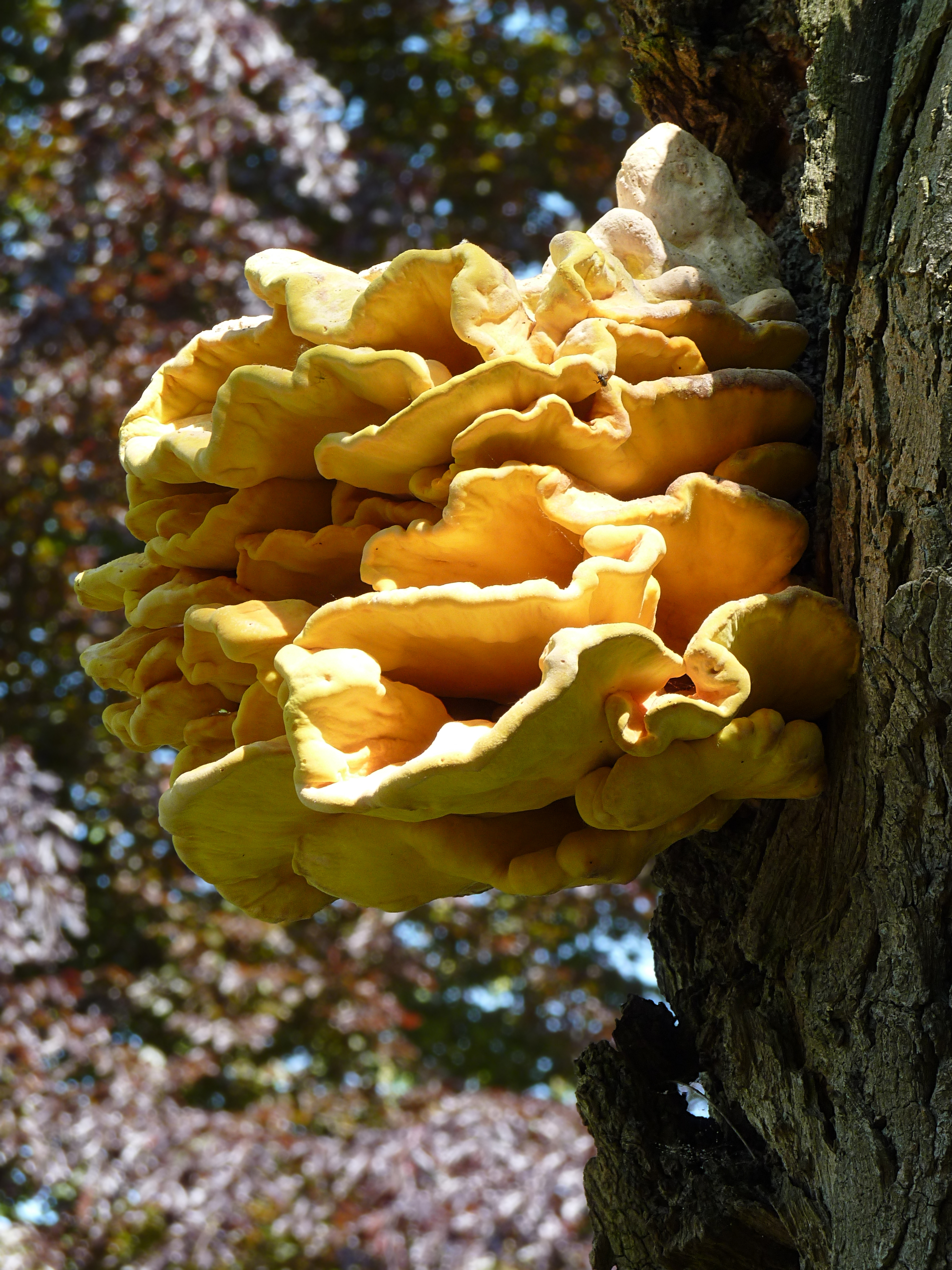
Żółciak siarkowy na pniu robinii

Oddziaływania międzygatunkowe z fauną i grzybami
W rodzimym obszarze występowania robinia należy do gatunków liściastych drzew najintensywniej atakowanych przez owady i patogeny. Intensywne żerowanie zwłaszcza larw kózki Megacyllene robiniae oraz porażanie przez grzyby Phellinus rimosus i Polyporus robiniophilus powoduje, że praktycznie nie jest możliwe wykorzystanie robinii do produkcji drewna. Do innych bezkręgowców powodujących istotne osłabianie robinii należą: Ecdytolopha insticiana (larwy tego motyla tworzą galasy hamujące wzrost i deformujące młode pędy), Odontota dorsalis (larwy tego chrząszcza wyjadają miękisz liści), szrotówek robiniaczek Phyllonorycter robiniella (larwy powodują wcześniejszy opad liści; gatunek obecny jest już w Europie), pryszczarek robiniowy Obolodiplosis robiniae (tworzy galasy na brzegach liści; także obecny jest już w Europie), Parectopa robiniella (gąsienice żerując na liściach tworzą charakterystyczne miny; gatunek rozprzestrzenia się w Europie). W sumie w rodzimym zasięgu na robinii żeruje co najmniej 75 gatunków owadów i rozwija się 114 gatunków grzybów. Robinią żywią się takie gatunki kręgowców jak: mulak białoogonowy i czarnoogonowy, zajęczaki, wiewiórki, różne gatunki ptaków żywią się nasionami tego gatunku (np. gołębiowate, bażanty, cieciornik, przepiór kalifornijski). Ze względu na to, że robinia w Ameryce Północnej jest silnie atakowana przez grzyby – drzewa wcześnie stają się dziuplaste i wykorzystywane są jako miejsce schronienia i rozrodu przez nietoperze i ptaki dziuplaste. Także w koronach tego gatunku gnieżdżą się bardzo liczne gatunki zwierząt, a zadrzewienia robinii, zwłaszcza w krajobrazie bezleśnym, stanowią istotne miejsce schronienia dla szeregu gatunków ssaków.
W Europie liczba gatunków atakujących robinię i ich wpływ na kondycję tych roślin jest wyraźnie mniejsza niż w Ameryce Północnej. Z owadów w Europie na robinii żerują m.in. (poza ww.): wałkarz lipczyk i larwy sprężykowatych (tzw. drutowce) – zgryzające korzenie i kiełkujące nasiona oraz kuprówka złotnica żerująca na liściach. W kontekście oddziaływań robinii z bezkręgowcami wskazuje się ten gatunek jako jedną z istotnych przyczyn degradacji siedlisk kserotermicznych i wymierania bogatej fauny bezkręgowców z nimi związanej.
Z drugiej strony także na obszarach inwazji pnie tego gatunku stanowią schronienie dla nietoperzy (np. karlika większego). Według niektórych źródeł ptaki w koronach robinii mają gnieździć się niechętnie z powodu cierni, ale są też autorzy wskazujący na niezbyt znaczące różnice w awifaunie lasków robiniowych i zbiorowisk leśnych z gatunków rodzimych w podobnych warunkach ekologicznych i obszarach (w tych pierwszych zarejestrowano nieznaczny spadek w grupie gatunków związanych z podszytem). Młode pędy są zgryzane chętnie przez zające i króliki, mogące zwłaszcza zimą powodować spore straty w uprawach robinii.
Z patogenów grzybowych na robinii w Europie rozwijają się w szczególności żółciak siarkowy i łuskwiak nastroszony. Szkody na plantacjach powodowane są także przez Phomopsis oncostoma i Phytophthora cinnamomi. W Azji czernienie i przedwczesne opadanie liści powodują Coniothyrium insitivum i Alternaria circianons. W sumie także w obszarze inwazji udokumentowano bardzo liczne gatunki grzybów związane z robinią. Np. tylko w Niemczech zarejestrowano 69 gatunków rozwijających się na jej drewnie (w tym 43 na żywych roślinach) i 11 na liściach. W kontekście negatywnych oddziaływań na florę i faunę bezkręgowców ciekawym zjawiskiem jest występowanie w laskach robiniowych licznych gatunków grzybów w Europie Środkowej rzadkich i zagrożonych.
Udokumentowano zarówno okazy robinii kolonizowane przez grzyby endo- jak i ektomykoryzowe (np. Terfezia terfezioides i Clathrus cancellatus), a także drzewa nie tworzące mykoryzy. W Niemczech zwykle w towarzystwie robinii nie występują jednak pospolite gatunki mikoryzowe (z takich rodzajów jak: muchomor, zasłonak, włośnianka, mleczaj i gołąbek), często obserwowane są natomiast grzyby określane dawniej mianem wnętrzniaków i inne saprobionty azotolubne. Na korze robinii w Polsce występują zwykle stosunkowo nieliczne i niespecyficzne gatunki porostów.
Choroby wirusowe i bakteryjne
Z robinii wyizolowano wirusa pierścieniowej plamistości truskawki (SLRSV – strawberry latent ringspot virus), wirusa karłowatości orzecha ziemnego (PSV – peanut stunt virus) oraz fitoplazmę powodującą wyrosty w formie czarcich mioteł blisko związaną z tą wywołującą chorobę X brzoskwini (peach X-disease). Czarcie miotły powodowane są także przez wirusa Chlorogenus robiniae.

## Nazewnictwo
Rodzajowa nazwa naukowa i zwyczajowa upamiętnia Jeana Robina – pierwszą osobę, która robinię miała sprowadzić i uprawiać w Europie. Epitet gatunkowy pseudoacacia ustalony został jako nazwa naukowa przez Karola Linneusza w wydanej w 1753 Species Plantarum i oznacza „fałszywą akację”, co wynika z podobieństwa liści tych roślin. Nazwa ta wcześniej stosowana była przez Augusta Rivinusa i Josepha de Tourneforta.
Gatunek ten powszechnie określany był w całej Polsce zwyczajowo akacją lub akacyją z różnymi wariantami fonetycznymi – używane były np. „wakacja” (Kujawy, południowa Małopolska, rzadko Mazowsze), „zakacyja” (Byczki), „agacyj” i „akacyj” (Śląsk Cieszyński i gwara lasowska), „agac”, „akac” i „agat” (Śląsk, rzadziej i gdzie indziej). Pod nazwą akacja gatunek ten opisywany jest od 1764 – przeniesioną nań z rodzaju akacja (znanego z Afryki i Australii), wcześniej nazywanego tak już np. przez Marcina z Urzędowa z XVI wieku. Przy czym nazwa ta miała zostać zapożyczona z Niemiec, gdzie gatunek ten trafił wcześniej i nazwany został „Akazie” i „Akaziebaum”. Ze względu na mylące używanie tej samej nazwy dla różnych rodzajów roślin w XIX wieku tworzone były nowe określenia dla robinii, i tak Krzysztof Kluk nazwał ją „grochowym drzewem amerykańskim”, co przez Ignacego Czerwiakowskiego skrócone zostało do form „grochodrzew” i „grochowiec”, podczas gdy Jakub Waga zaproponował nazwę „grochownik”. Ze względu na wykształcanie cierni i strąków proponowano także nazwy „ostostręczyna” i „ostrostręczyna/ostrostrężyna”. Nazwę „robinia” pierwszy użył Stanisław Bonifacy Jundziłł w 1791. Nazwa ta została utrwalona w XX wieku w kolejnych wydaniach „Roślin polskich”, przy czym w pierwszym wydaniu gatunek określono mianem „robinii fałszywej akacji”, a w późniejszych już „robinii akacjowej”. Nazwa ta zawarta została także w kolejnych wydaniach krytycznych list roślin naczyniowych Polski, przy czym jako nazwy poboczne podano w wydaniu z 2020 roku także „grochodrzew” i „robinię białą”.
Inne nazwy stosowane w odniesieniu do tego gatunku to: robinia akacja, robinia grochodrzew, akacja fałszywa, biała akacja, nibyakacja, robinówka.

## Systematyka i zmienność

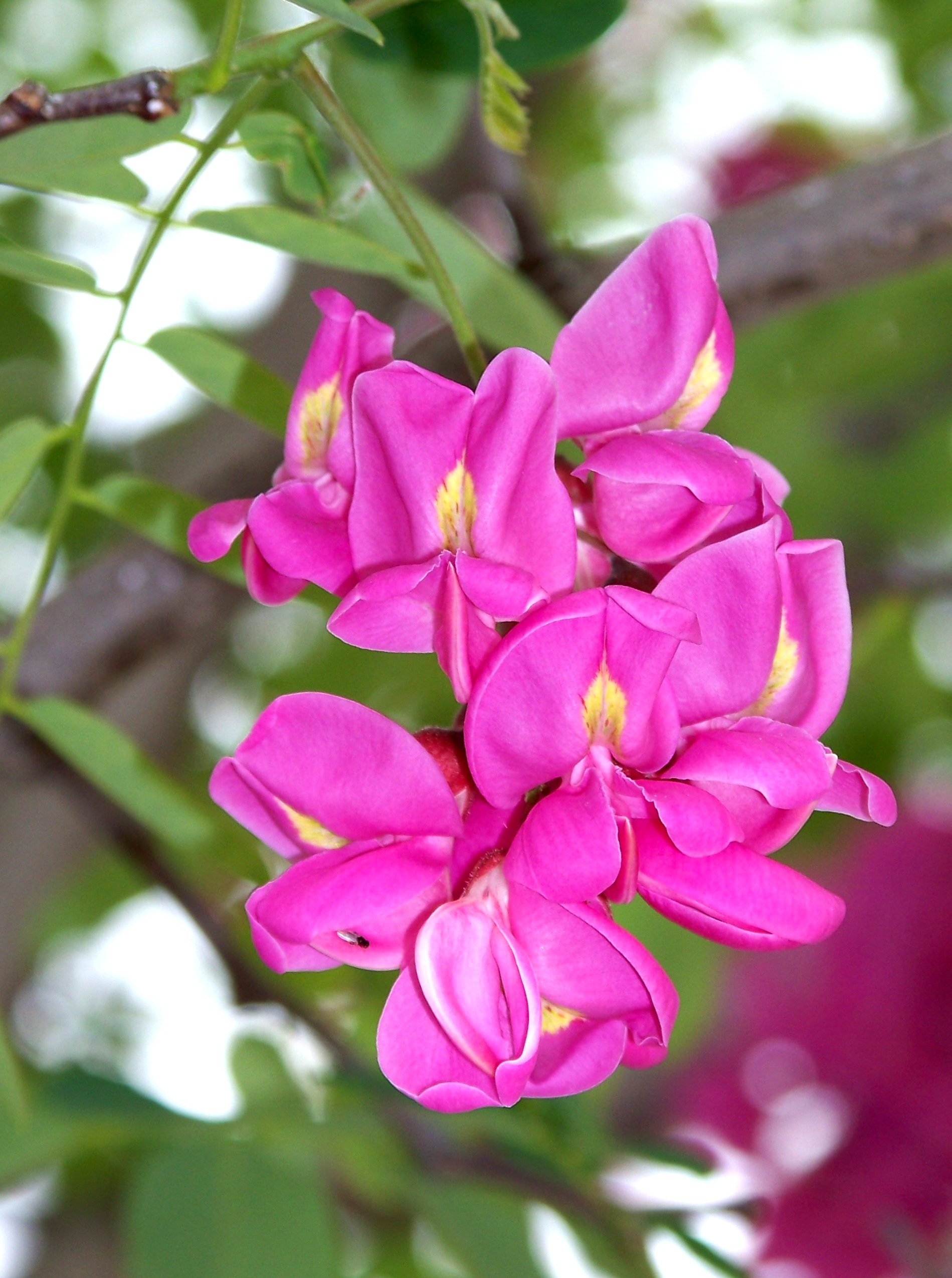
Odmiana 'Purple Robe'

Jest to jeden z czterech gatunków rodzaju robinia Robinia, jedyny o kwiatach białych i osiągający znaczne rozmiary.
Gatunek jest bardzo zmienny. Dawniej opisano w jego obrębie kilkanaście taksonów wewnątrzgatunkowych w randze odmian, ale współcześnie traktowane są one jako kultywary (odmiany ozdobne).

### Mieszańce
Robinia akacjowa tworzy mieszańce z każdym z trzech pozostałych gatunków z rodzaju, przy czym krzyżówki z robinią lepką R. viscosa i szczeciniastą R. hispida spotykane są także w naturze.
- Robinia × slavinii Rehder (R. hispida var. kelseyi × R. pseudoacacia)
- Robinia × ambigua Poir (R. viscosa × R. pseudoacacia) – robinia pośrednia[21], r. wątpliwa[72] – uprawiana gł. w odmianie Decaisne’a (‘Decaisneana’) podobnej pokrojem i liśćmi do robinii typowej, ale różniącej się jasnoróżowymi kwiatami (poza okresem kwitnienia rozpoznać ją można po krótkich, gruczołowatych włoskach na młodych pędach)[22]. Uprawiana jest także odmiana 'Bella Rosea' o niższym wzroście i kwiatach ciemnoczerwonych[21]. W Polsce robinia ta obserwowana bywa jako dziczejąca, aczkolwiek rozprzestrzenia się tylko lokalnie, za pomocą odrostów[72].
- Robinia × holdtii Beissn. (R. neomexicana × R. pseudoacacia)

Mieszańcowego pochodzenia jest odmiana ‘Purple Robe’ o różowych kwiatach, często uznawana za odmianę robinii akacjowej. W istocie jest albo krzyżówką tego gatunku z robinią szczeciniastą, albo robinii szczeciniastej z odmianą Decaisne’a.

### Odmiany uprawne

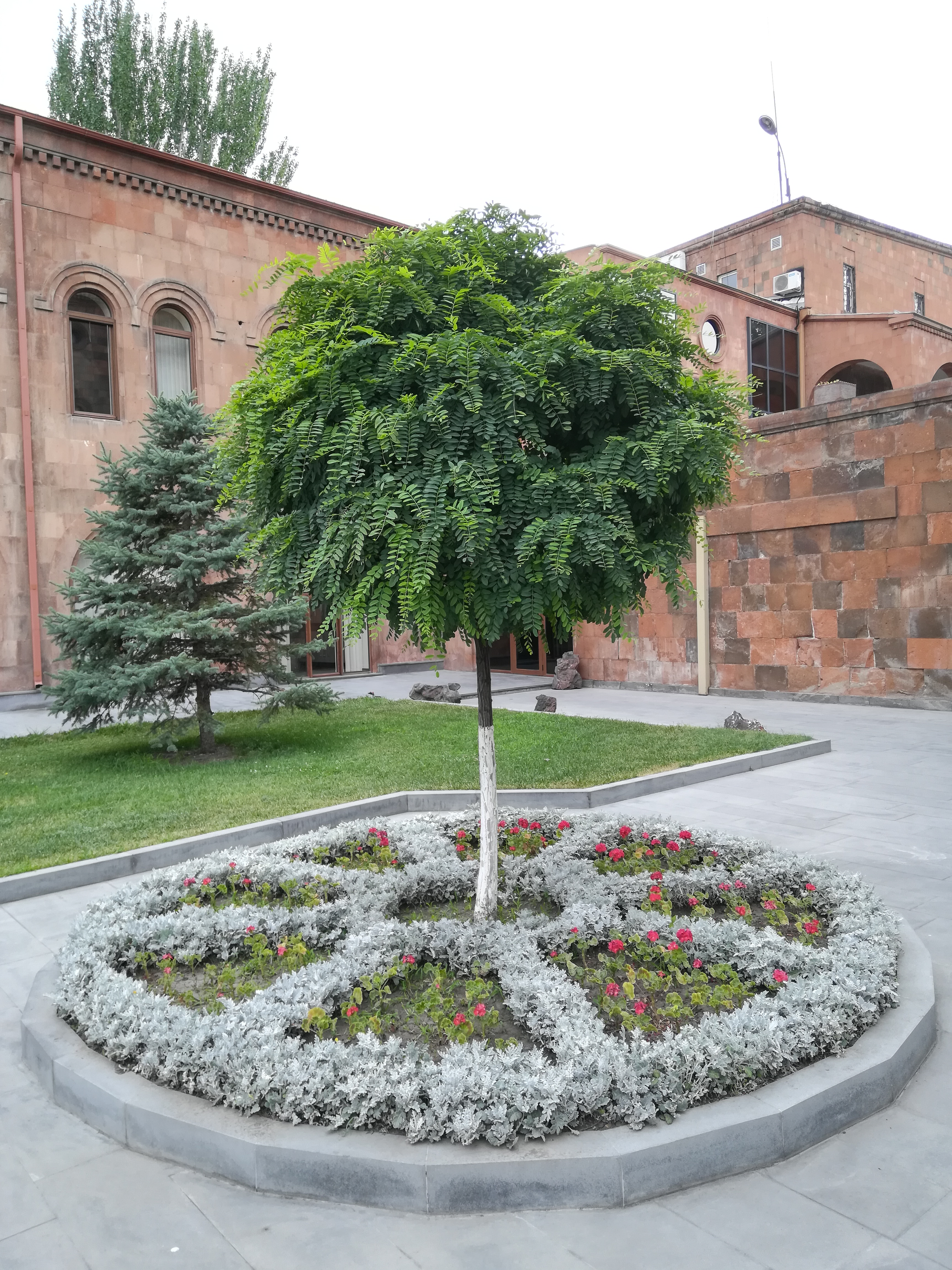
Odmiana 'Umbraculifera'

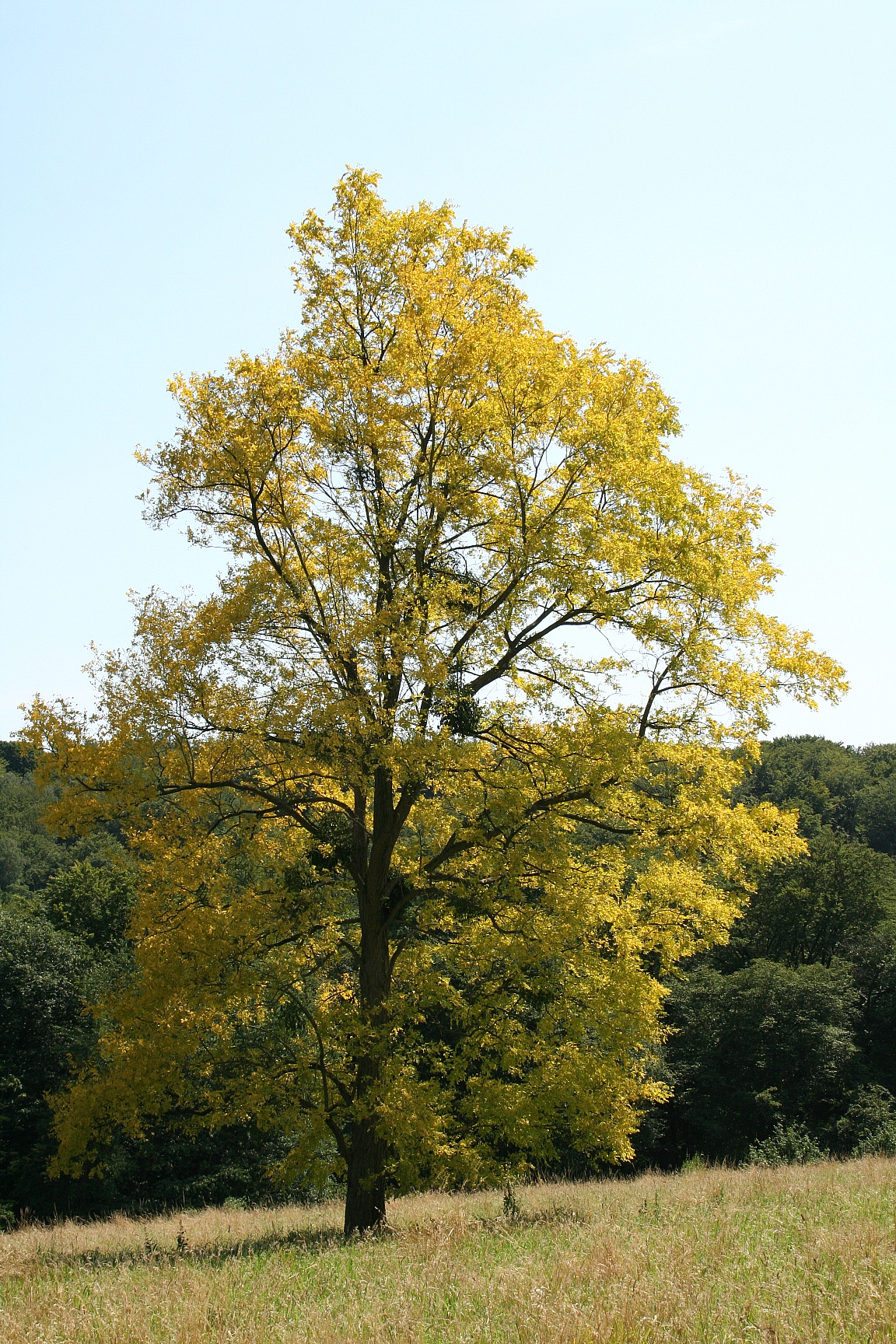
Odmiana 'Frisia'

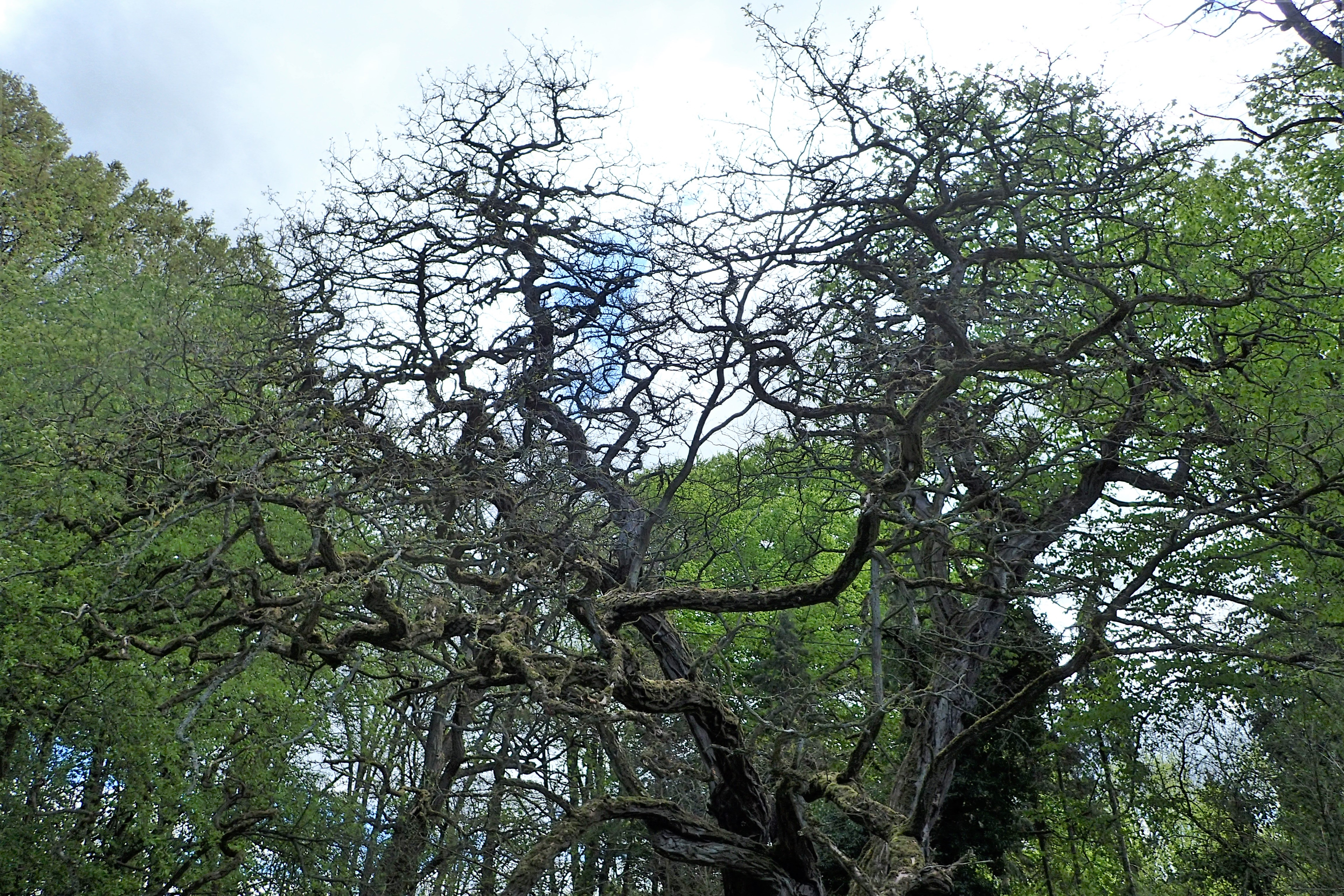
Odmiana 'Tortuosa' w stanie bezlistnym

Odmiany ozdobne robinii w Polsce są raczej rzadko spotykane z wyjątkiem odmiany kulistej lub podobnej do niej odmiany Bessona rosnących czasem w niektórych miastach. Za szczególnie wartościową i polecaną odmianę uchodzi ‘Rozynskiana’. Na obszarach intensywnych upraw robinii (zwłaszcza w Korei Południowej i na Węgrzech) prowadzona jest intensywna hodowla tego gatunku, której efektem są odmiany użytkowe o zwiększonej miąższości drewna, odporności na patogeny i wydajności miodowej. W dawnym Związku Radzieckim wyhodowano odmiany bardziej mrozoodporne. Do zastosowań w pszczelarstwie preferowane są też drzewa później kwitnące, dające większą pewność, że w czasie kwitnienia pogoda będzie odpowiednia do zbioru nektaru. W produkcji drzewnej sadzone są odmiany i ekotypy wyróżniające się prostym pniem.
Wykaz odmian ozdobnych
- ‘Aurea’ – odmiana złocista – liście żółte, ale w ciągu lata stają się żółtozielone, czasem całkiem zielone, drzewa słabo rosnące[28][15]. Odkryta została w Niemczech w roku 1859[15]. Wypierana przez silniej wybarwioną ‘Frisia’[15].
- ‘Bessoniana’ – odmiana Bessona – podobna do ‘Umbraculifera’ – o koronie kulistawej, ale silniej rosnąca, korona większa, luźniejsza i zwykle nieco jajowata. Pędy pozbawione są cierni. Starsze okazy zakwitają, ale nieregularnie[21][28], choć czasem obficie[15].
- ‘Frisia’ – liście przez cały okres wegetacji koloru złocistożółtego[21]. Pędy i ciernie kontrastująco ciemnoczerwone[15]. Odkryta w Holandii w 1935 roku[15].
- ‘Karolina Zamoyska’ – odmiana pstrolistna o liściach wiosną jasnozielonych z żółtymi plamami, a latem zielonych z białymi plamami, przy czym pstrolistność bywa zmienna w różnych latach. Odmiana uzyskana została w szkółkach w Podzamczu przez Feliksa Rożyńskiego, nazwana na cześć córki właściciela szkółek – Andrzeja Zamoyskiego. Znalazła się w ofercie handlowej od 1903 roku, ale po II wojnie światowej zaginęła. Drzewo tej odmiany odnaleziono w 1981 w Żbikowie i po namnożeniu kultywar ten ponownie trafił do oferty handlowej w 2007[75].
- ‘Lace Lady’ (Twisty Baby®) – karłowa odmiana (w pojemnikach do 1,5 m, w gruncie do 6 m) o bardzo silnie skręconych pędach i niemal pozbawiona cierni. Odkryta w Nowej Zelandii[15].
- ‘Lombarts’ – odmiana Lombartsa – bardzo wolno rosnąca (30-letnie okazy osiągają 3,5 m) o koronie bardzo gęstej, piramidalno-kulistej. Znaleziona w Holandii[15].
- ‘Microphylla’ (≡ f. angustifolia, f. elegantissima) – odmiana drobnolistna – drzewo o koronie i pędach delikatniejszych niż u typu, z listkami wąskimi i krótszymi (do 1,5 cm długości); przy czym w obrębie korony nierzadko wyrastają także pędy o budowie i ulistnieniu typowym dla gatunku[28].
- ‘Monophylla Fastigiata’ – odmiana jednolistkowa, wyniosła – podobnie jak ‘Unifolia’ liście przeważnie tylko z jednym, dużym listkiem końcowym. Odmiana o koronie wąskiej i wyniosłej[15].
- ‘Myrtifolia’ – odmiana karłowa, osiągająca do 4 m wysokości, o koronie kulistej do parasolowatej, wyróżniająca się cienkimi pędami i drobniejszymi liśćmi i listkami niż u typu. Opisana w Niemczech w roku 1869[76].
- ‘Pendulifolia’ – odmiana zwisłolistna – liście zwisające, poza tym dłuższe i z większymi listkami niż typowe[28].
- ‘Pyramidalis’ (≡ f. fastigiata) – odmiana kolumnowa – konary i gałęzie wzniesione, w efekcie korona zwarta i wąska, podobna do topoli włoskiej. Pędy pozbawione cierni lub z rzadka uzbrojone[28].
- ‘Rozynskiana’ – odmiana Różyńskiego – drzewo silnie rosnące[28], o gałęziach szeroko rozpostartych lub przewisających[21]. Liście zwisają, są długie do 50 cm, z bardzo licznymi listkami osiągającymi do 8 cm długości. Kwiaty pojawiają się wcześniej niż u typu i zebrane są w dłuższe grona. Kwitnienie jest bardzo obfite[21][28]. Odmiana uzyskana w szkółkach Andrzeja Zamoyskiego w Podzamczu przez Feliksa Rożyńskiego w 1896[15][77].
- ‘Semperflorens’ – odmiana powtarzająca – drzewo silnie rosnące, mniej cierniste niż forma typowa, wyróżnia się regularnie powtarzanym kwitnieniem w sierpniu i wrześniu, aczkolwiek mniej intensywnym niż te z końca wiosny[28].
- ‘Tortuosa’ – odmiana pogięta – młode pędy poskręcane, starsze powyginane. Rośnie silnie, ale kwitnie słabo[28].
- ‘Umbraculifera’ – odmiana kulista[22][28] – drzewa o niewielkich, bardzo gęstych koronach, za młodu kulistych, z wiekiem coraz bardziej parasolowatych i wyszczerbionych (z powodu kruchości pędów). Rośliny te na gęsto rosnących pędach nie mają cierni, nie zawiązują też kwiatów[21][28]. Rosną bardzo wolno[28] i zwykle są szczepione i prowadzone w formie piennej[15][28]. Regularność kształtu korony dodatkowo wzmacniana bywa jej strzyżeniem. Odmiana bardzo popularna w miastach, zwłaszcza na wąskich ulicach i dziedzińcach[21][28].
- ‘Unifolia’ (≡ f. monophylla, f. heterophylla) – odmiana jednolistna – liście z silnie powiększonym listkiem końcowym, pozbawione innych listków lub z pojedynczymi parami mniejszych listków. Pędy pozbawione są cierni[28][15].

## Znaczenie użytkowe
Roślina ozdobna

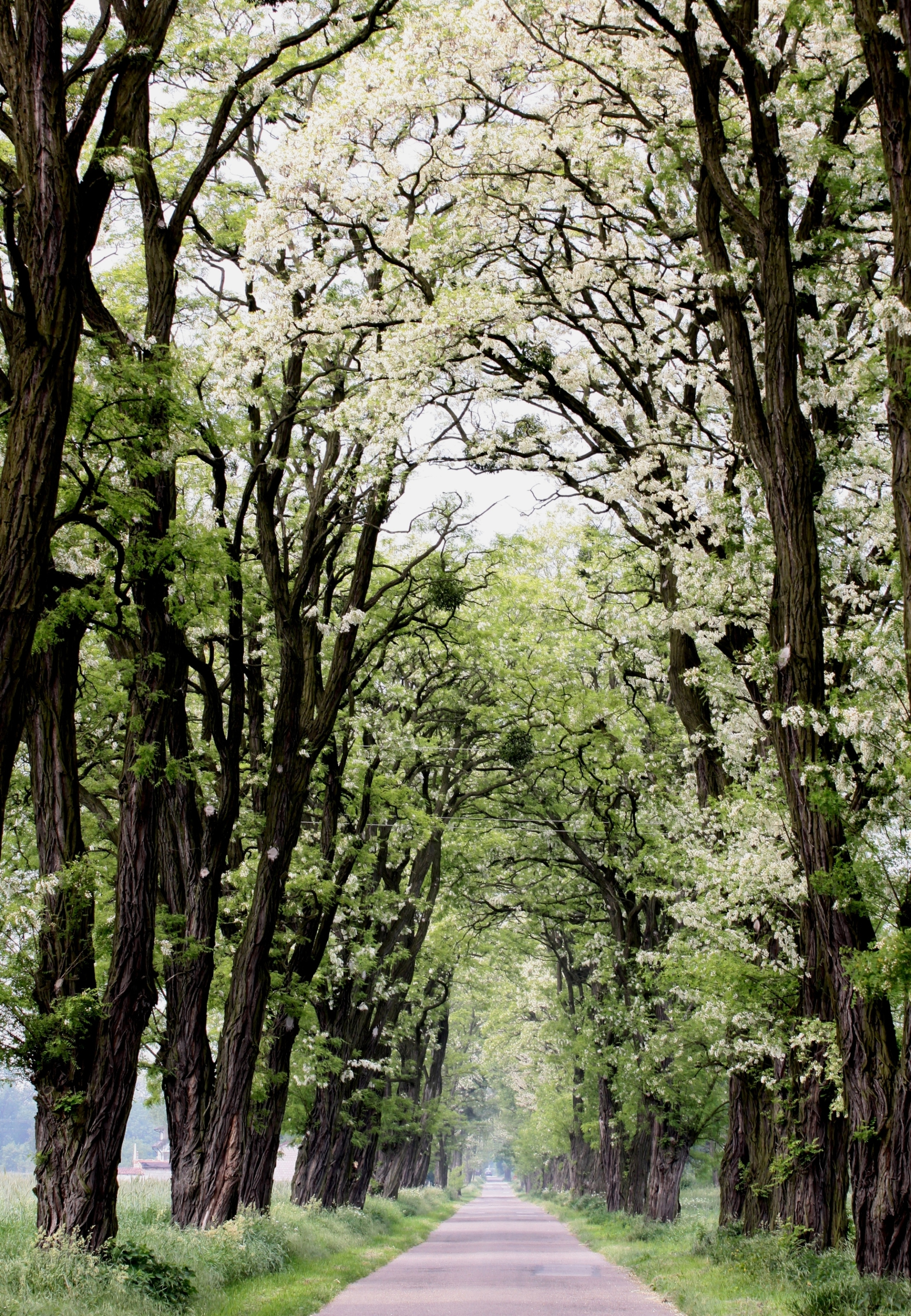
Aleja robiniowa na Mazowszu

Robinia ze względu na małe wymagania, w tym tolerancję warunków miejskich i wymagania termiczne jest często wykorzystywana jako składnik nasadzeń parkowych i przydrożnych na obszarach zurbanizowanych. Jej rozpowszechnieniu w tym zakresie sprzyja także korzystna reakcja na postępujące zmiany klimatyczne (globalne ocieplenie), które pogarszają warunki występowania wielu innych gatunków drzew w miastach. Robinia zaliczona została do 20 najbardziej odpornych gatunków drzew stosowanych i zalecanych do stosowania w obrębie miast w Polsce. Gatunek rekomendowany jest do nasadzeń przydrożnych, wiejskich, w dużych parkach, ale też w obrębie zieleni osiedlowej i rekreacyjnej.
Roślina miododajna
Robinia jest cenioną rośliną miododajną. Wydajność miodowa robinii określana jest na 65 kg/ha. W czasie kwitnienia robinii podczas dobrych warunków pogodowych jedna rodzina pszczela może wytworzyć 20–30 kg miodu, przy czym tzw. dzienny przybytek może sięgać 8–9 kg nektaru. Przy tak obfitych zbiorach pszczoły w mniejszym stopniu wzbogacają miód w enzymy (inwertazę i α-amylazę), przez co miody te cechują się większą od innych zawartością sacharozy (jej udział jednak maleje w miarę przechowywania). Miód akacjowy cechuje się bardzo dużą przejrzystością, jasną barwą i tym, że przez długi czas nie krystalizuje. Po krystalizacji ma barwę od białej do jasnosłomkowej.
Roślina lecznicza
- Surowiec zielarski: kwiaty (Flos Pseudoacaciae lub Flos Robiniae)[80]. Kwiatostany zrywa się na początku kwitnienia, ponieważ surowiec nie powinien zawierać kwiatów przekwitłych. Kwiaty osmykuje się bezpośrednio po zbiorze tak, by surowiec zawierał tylko je, bez szypułek i osi kwiatostanów. Suszy się je w miejscu cienistym i przewiewnym, często przegarniane, w temperaturze do 35 °C. Z 7 kg świeżych kwiatów uzyskuje się 1 kg surowca[81]. Z substancji czynnych zawiera on: flawonoidy (robininę, akacyinę, kemferol, apigeninę), biozydy (m.in. biokwercytynę), olejek eteryczny (m.in. z farnezolem, linalolem, piperonalem), leukantocyjanozyd, kwasy organiczne[80].
- Działanie: moczopędne, rozkurczowe, uspokajające, żółciopędne[80]. Działanie moczopędne przypisywane jest flawonoidom, a zwłaszcza robininie[80]. Naparów i wyciągów używa się w przypadkach osłabienia czynności nerek, zaburzeniach przepływu żółci, w stanach atonicznych i skurczowych dróg żółciowych i zwieracza Oddiego[80]. W tradycyjnej medycynie Indian Północnoamerykańskich robinia wykorzystywana była przy migrenie[82]. Indianie żuli też korę korzeni w celu wywołania wymiotów[83].
- W homeopatii wykorzystywane są wyciągi z kory młodych pędów[84].

Źródło drewna
Drewno robinii jest bardzo twarde i mocne, trwałe, elastyczne, średnio się kurczy, jest dobre do toczenia i trudno łupliwe. Należy do najbardziej ciągliwych gatunków drewna. Przed łączeniem za pomocą gwoździ lub śrub wymaga wstępnego nawiercania. Uznawane jest za bardzo dekoracyjne, a jego właściwości techniczne oceniane są jako lepsze od cenionego drewna dębowego lub jako „w zasadzie mu odpowiadające”. Suszy się średnio dobrze – powoli, rzadko pacząc się i pękając (według niektórych źródeł pęka jednak łatwo). Dobrze przyjmuje lakiery, natomiast trudne jest do impregnowania. Wyróżnia się zdolnością do luminescencji. Na powietrzu trwałość drewna wynosi ok. 80 lat, a utrzymywanego w stanie suchym nawet ok. 1500 lat. 
Z drewna robinii wyrabia się trzonki do narzędzi, przyrządy sportowe, wiosła i szczeble do drabin, osie i szprychy kół, bywa stosowane do wyrobu mebli i wystroju wnętrz, służy jako drewno konstrukcyjne do zewnętrznych zastosowań, także do budowy młynów. Jest bardzo trwałe w wodzie i stąd też cenione w budownictwie okrętowym i stosowane do budowy mostów. Ze względu na odporność na gnicie w glebie stosowane jest do wyrobu pali, słupów, słupków ogrodzeniowych, podkładów kolejowych (po impregnacji podkłady z robinii mają 40 lat trwałości), palików do winorośli. Wykorzystywane było w snycerstwie, farbiarstwie i garbarstwie, wyrabiano z niego także beczki stosowane w warzelnictwie i szprychy kół samochodowych. Stanowi bardzo ceniony surowiec do obudowy kopalni, cechując się odpornością na działanie grzybów kopalnianych.
Drewno wykorzystywane jest także jako opałowe i źródło biomasy w procesie produkcji energii elektrycznej. Jego wartość opałowa wynosi 11,8 GJ/m³, przed spaleniem nie wymaga suszenia, a w czasie palenia nie wytwarza sadzy (w Polsce w większości robinia jest wykorzystywana jako źródło drewna opałowego), jednak przynajmniej dla niektórych osób zapach dymu jest nieprzyjemny. 
Surowiec drzewny stosowany jest też do produkcji oleju popirolitycznego (biooleju) i etanolu. Gatunek ten wskazywany jest jako przyszłościowe źródło biomasy na potrzeby produkcji energii elektrycznej w warunkach Europy Środkowej, zwłaszcza w kontekście jego niewielkich wymagań i globalnego ocieplenia oraz możliwości wykorzystania pod uprawy terenów silnie przekształconych i zdegradowanych, np. pokopalnianych.
Drewno robinii jest także surowcem do wyrobu masy celulozowej pozyskiwanej metodą siarczanową.
Zastosowania biotechniczne
Ze względu na małe wymagania i szybki wzrost robinia wykorzystywana jest w nasadzeniach biotechnicznych – sadzona jest na nagim podłożu na hałdach, wysypiskach, wyrobiskach kopalni odkrywkowych, stromych nasypach w celu jego ochrony przed erozją i szybkiego pokrycia pokrywą roślinną. Jej skuteczność wzmacnia to, że ewentualne uszkodzenia korzeni tylko zwiększają siłę tworzenia odrostów i jeszcze intensywniejsze porastanie skarp. Sadzona na nagim podłożu robinia znacząco przyśpiesza proces glebotwórczy powodując formowanie w krótkim czasie próchnicy (poziomu próchnicznego oraz organicznego). Zmianom korzystnym towarzyszą jednak również oddziaływania niekorzystne, w tym allelopatyczne, znacznie ograniczające zróżnicowanie gatunkowe. Stosowana jest też w nasadzeniach na glebach zanieczyszczonych oraz do tworzenia zadrzewień wiatrochronnych na rozległych terenach otwartych.
Roślina jadalna

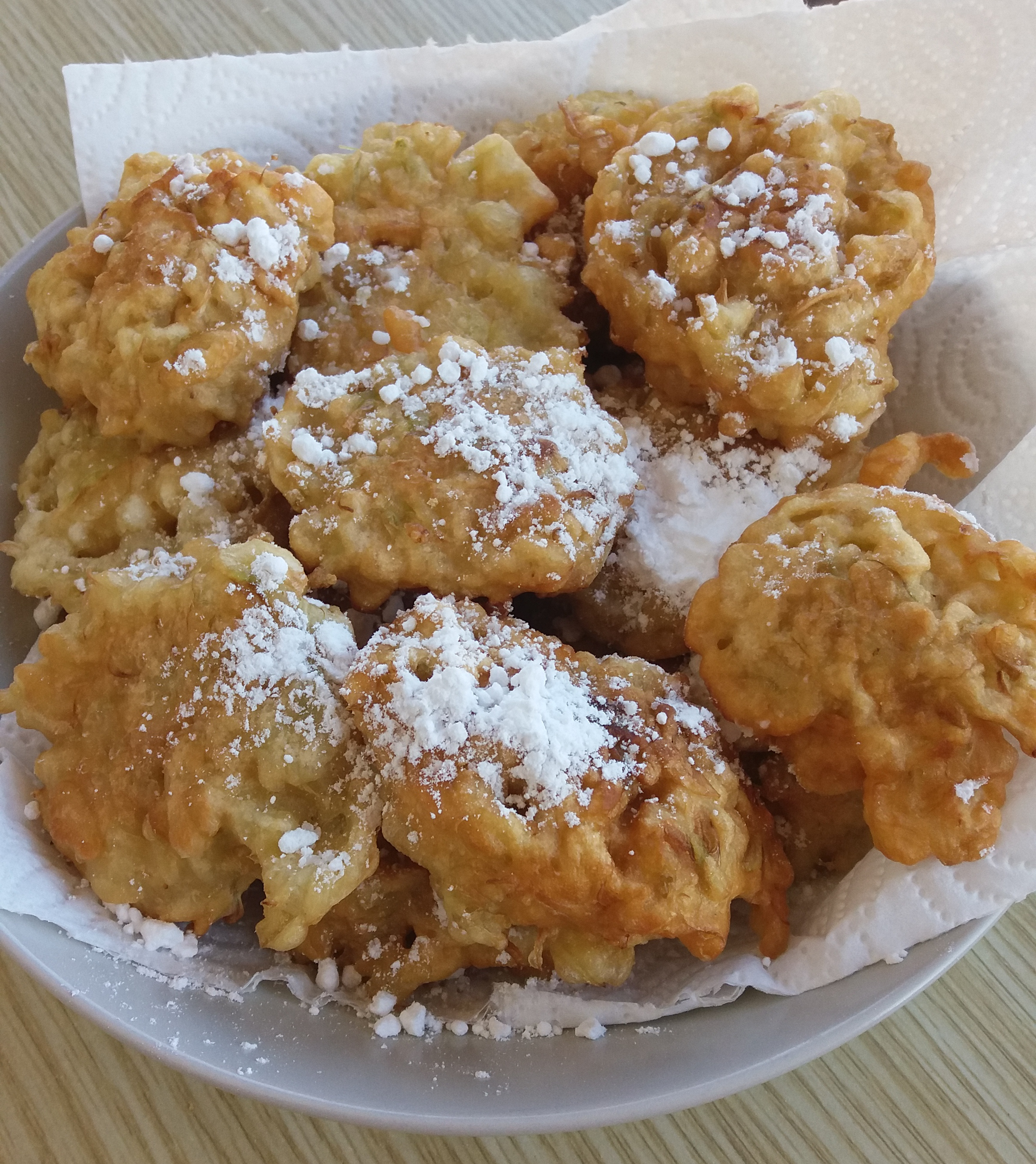
Kwiatostany robinii zapiekane w cieście

Kwiatostany po wysmażeniu można spożywać, np. w cieście naleśnikowym lub racuchowym, przy czym dodawane do ciast są zarówno pojedyncze kwiaty, jak i całe kwiatostany. Pozbawione szypułek kwiaty mogą być przygotowywane i używane podobnie jak płatki róży w cukrze, np. jako nadzienie do pączków i rogali. Maria Disslowa podała przepis na surowe „konfitury” do ciast, uzyskiwane poprzez utarcie kwiatów z cukrem. Gotowane kwiaty bywają też używane do wyrobu galaretek, nadziewania naleśników, sporządzania napojów. Robi się z nich również wino. Olejek eteryczny pozyskany z kwiatów może być wykorzystywany do aromatyzowania potraw i napojów – zawarty w nim piperonal bywa pozyskiwany i wykorzystywany jako substytut wanilii. Indianie w Ameryce Północnej spożywali także w niewielkich ilościach gotowane nasiona (zgodnie z wiedzą współczesną – trujące). Według niektórych źródeł obróbka termiczna powoduje jednak rozkład związków toksycznych, nasiona po ugotowaniu tracą też kwaśny smak i mogą być spożywane jako zamiennik grochu.
Roślina paszowa
Liście wykorzystywane są jako pasza dla kóz, bydła domowego i owiec. Ze względu na szybkie tworzenie odrostów gatunek ten stosowany jest na powierzchniach użytkowanych leśno-pastwiskowo.
Inne
- Ze względu na odporność drewna na zginanie, jego twardość i trwałość – Indianie wykorzystywali robinię do wyrobu łuków[94][95] i strzałek do dmuchawek[83]. Miała dla nich na tyle istotne znaczenie, że była sadzona w pobliżu osad i rozprzestrzeniana także na nizinach poza obszarem pierwotnego, górskiego zasięgu. To też było powodem wczesnego kontaktu z tym gatunkiem już pierwszych, europejskich osadników pojawiających się na atlantyckim wybrzeżu Ameryki Północnej[95].
- Liście i korowina robinii były wykorzystywane do trwałego barwienia na żółto jedwabiu, wełny i papieru[96].
- Ze względu na silnie cierniste pędy i łatwość tworzenia odrostów robinia sadzona była w obrębie budowli obronnych w formie żywych zasieków np. w Twierdzy Przemyśl[21].
- W leśnictwie gatunek bywa problematyczny, gdyż utrudnia odnowienie lasu innymi gatunkami drzew z powodu silnego tworzenia szybko rosnących odrostów[36][97].
- Młode robinie akacjowe wykorzystywane są w ogrodnictwie jako podkładki do szczepienia wszelkich odmian, mieszańców i innych gatunków robinii[22].
- Ze względu na twardość i odporność na gnicie gałęzie robinii wykorzystywane są jako element wystroju terrariów i paludariów[98].
- Z kwiatów robinii przygotowuje się toniki kosmetyczne używane do pielęgnacji cery suchej z rozszerzonymi naczyniami krwionośnymi[89].

## Uprawa
Ze względu na niszczenie drewna przez owady i grzyby w Ameryce Północnej drzewo to sadzone jest tam głównie jako przeciwerozyjne, ozdobne i miododajne. W Europie i na innych kontynentach, uwolnione od większości patogenów z rodzimego zasięgu, sadzone bywa w plantacjach o charakterze leśnym, zwłaszcza w krajach środkowej i południowej Europy oraz we wschodniej Azji. Tylko między 1958 a 1978 rokiem powierzchnia upraw wzrosła ponad pięciokrotnie osiągając ok. 2 mln ha, w tym ponad połowa znajdowała się w Korei Południowej, następne pod względem areału były Węgry (275 tys. ha), Rumunia (191 tys. ha), ówczesny ZSRR (144 tys. ha) i Francja (100 tys. ha). Później powierzchnia upraw wciąż rosła osiągając np. na Węgrzech 380 tys. ha w roku 2008, a ogromne plantacje powstały dodatkowo w Chinach. W Polsce drzewostany robiniowe w Lasach Państwowych zajmują 273 tys. ha (dane z roku 2019) i występują w całym kraju (brak ich tylko w 11 nadleśnictwach spośród 430).
Dla gatunku tego wiek rębności przyjmuje się zwykle w przedziale 20–40 lat. W optymalnych warunkach uzyskuje się przeciętny roczny przyrost miąższości w granicach 12–14 m³/ha. Ze względu na szybki wzrost robinii po wysadzeniu, na plantacjach co dwa lata wykonuje się jej czyszczenie służące eliminacji okazów słabiej i krzywo rosnących. Młode drzewa są formowane poprzez eliminowanie odgałęzień konkurujących z przewodnikiem i podkrzesywanie. Po osiągnięciu przez drzewa co najmniej 12 i 22 lat wykonuje się w dwóch nawrotach trzebież, w wyniku której pozostaje na 1 ha ok. 500–600 wyselekcjonowanych, przyszłościowych drzew.
Ze względu na łatwość tworzenia odrośli robinia uprawiana jest często także w formie lasów odroślowych. Preferowane są przy tym odrosty korzeniowe nad tymi z szyi korzeniowej, ze względu na ich silniejszy wzrost i lepszą kondycję. Odrosty inicjowane są gęsto, tak by rosnąc w dużym zwarciu nie rozgałęziały się. Przerzedzanie młodych drzew następuje już w piątym roku i później jest często powtarzane.
Poza wielkoobszarowymi uprawami robinia sadzona jest w formie alei przydrożnych, pojedynczo i w grupach w obrębie terenów zieleni urządzonej. Ze względu na zagrożenia dla środowiska naturalnego nie powinna być jednak uprawiana w pobliżu obszarów i siedlisk przyrodniczych podlegających ochronie.
Wymagania
Robinia wymagania ma niewielkie – nie znosi jedynie gleb ciężkich i mokrych. Najlepiej rośnie w miejscach słonecznych, ciepłych i osłoniętych od wiatru.
Rozmnażanie
Nasiona robinii pozyskuje się od października i przechowuje luzem, w butelkach lub w suchym piasku. Zachowują zdolność do kiełkowania przez wiele lat, ale najlepiej kiełkują w ciągu pierwszych dwóch lat po zbiorze. Przed wysiewem nasiona zalewa się wrzątkiem i pozostawia do ostygnięcia lub zalewa wodą o temperaturze 60–70 °C i pozostawia na 1–2 dni. Do wysiewu nadają się nasiona, które spęcznieją, a te które nie spęczniały ponownie zalewa się gorącą wodą. Zamiast wody zaleca się też użycie wrzącego, 3% roztworu węglanu sodu. Namoczone nasiona wysiewa się na głębokość 3 cm. Ponieważ młode rośliny wrażliwe są na mrozy – wysiew nasion do gruntu nastąpić powinien po 15 maja. W takim wypadku należy się jednak liczyć ze stratami wśród młodych roślin w czasie jesiennych przymrozków. Dlatego optymalnie jest wysiewać nasiona już w kwietniu, ale wówczas pod osłoną, chroniącą przed przymrozkami wiosennymi. Dłużej rozwijające się młode rośliny mają większą szansę zdrewnieć i uodpornić się na mrozy nadchodzące po sezonie wegetacyjnym.
Najlepsze efekty w rozmnażaniu dają sadzonki pędowe pozyskane z młodych roślin i mikrorozmnażanie. Sadzonki korzeniowe zaleca się pozyskiwać w grudniu, ciąć na fragmenty długości ok. 10 cm i przechowywać zadołowane w piasku. Wysadza się je pod osłoną w skrzynkach nakrywając 2 cm warstwą gleby.
Przy wysadzaniu robinii jako gatunku głównego roczne sadzonki sadzi się w więźbie 1,5 × 1,5 m lub gęściej w przypadku wprowadzania gatunku w formie domieszki.
W przypadku odmian uprawnych zaleca się ich mnożenie za pomocą szczepienia. Wykonuje się je na podkładkach robinii zwykle zimą w szklarniach przez stosowanie lub klinowanie, ewentualnie wiosną metodą kożuchowania.
Pielęgnacja
W przypadku konieczności wykonania cięć w obrębie korony (zwykle przycina się gałęzie krzyżujące się i złamane) najlepszym terminem jest koniec lata, ewentualnie wczesna wiosna. Z powodu wypływania soku nie należy cięć wykonywać w pełni wiosny. Cięcie wykonać należy do silnego bocznego pędu bez pozostawiania kikuta. O ile rozprzestrzenianie się gatunku w miejscu uprawy nie jest pożądane, należy systematycznie usuwać pojawiające się odrosty korzeniowe.

## Zwalczanie

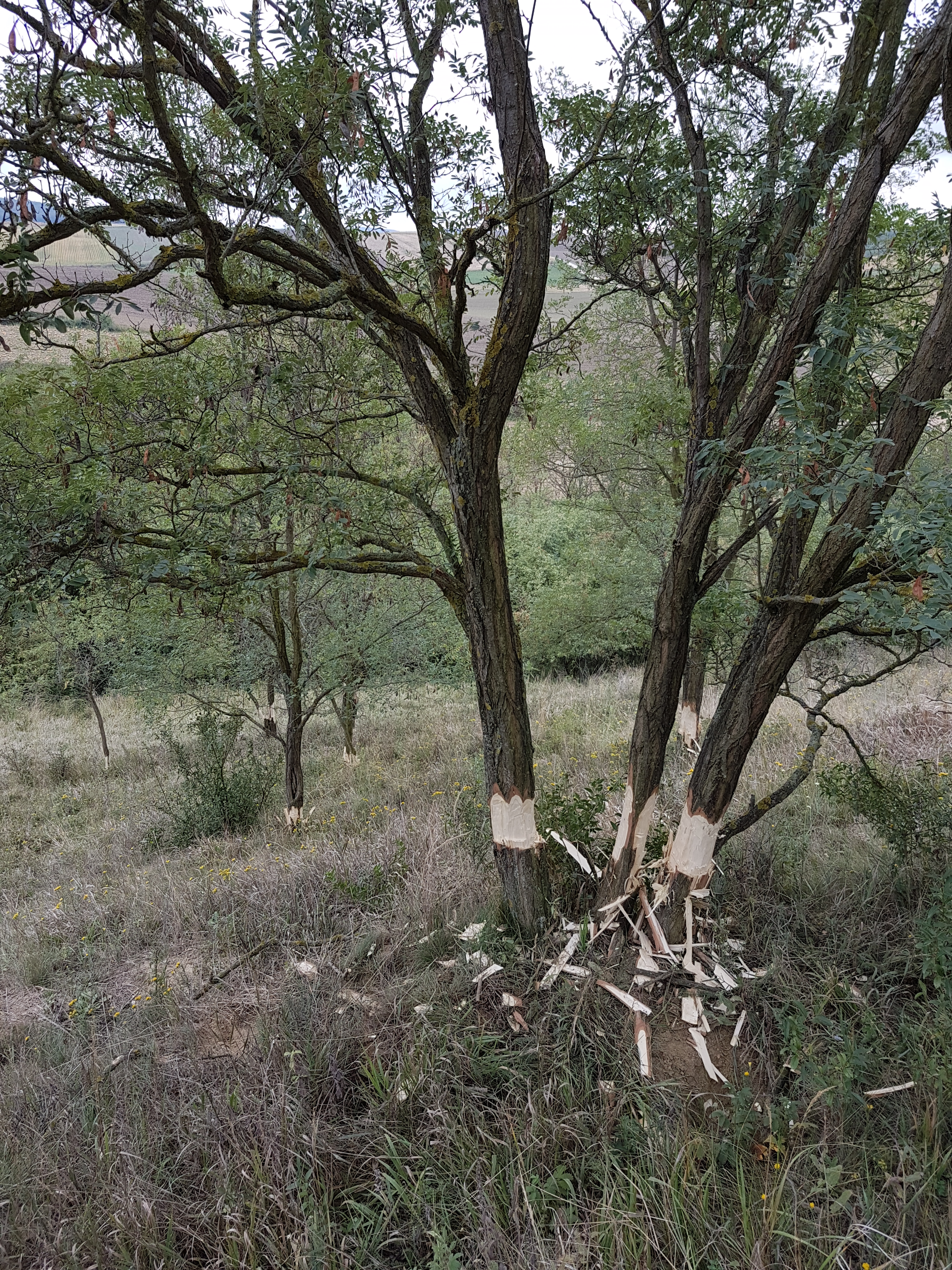
Zwalczanie robinii poprzez obrączkowanie drzew

Robinia wymaga zwalczania na obszarach, gdzie rośnie inwazyjnie stanowiąc zagrożenie dla walorów przyrodniczych lub kolidując z użytkowaniem gruntów. Zwalczanie tego gatunku nie jest łatwe ze względu na tworzenie odrostów. Samo wycięcie drzew nie daje trwałego efektu, bowiem stymuluje powstawanie odrostów. Zabieg taki jest skuteczny jednak wówczas, gdy powiązany jest z systematycznym usuwaniem odrostów np. poprzez wypas kóz na powierzchni objętej wycinką. Dobre efekty daje też sukcesywna wycinka robinii w drzewostanach z udziałem innych gatunków zacieniających dno lasu (np. grabu, lip, jawora) – w takich warunkach światłożądna robinia ustępuje. Dla uzyskania efektu konieczne jest jednak rozciągnięte w czasie wycinanie robinii (np. 25% jej zasobności co 10 lat), tak by jej wycinką nie spowodować poprawy warunków świetlnych w niższych warstwach. Skuteczną metodą zwalczania robinii jest niepełne obrączkowanie – wykonane na 9/10 obwodu pnia. Zabieg taki powoduje, że drzewo zamiera nie tworząc przy tym odrostów. Obrączkowanie powinno być wykonane zimą i objąć powinno wszystkie robinie na stanowisku. Obrączka tworzona na wysokości ok. 1 m powinna sięgać twardzieli i mieć nie mniej niż 10 cm szerokości. W pełni sezonu wegetacyjnego obrączkę należy domknąć na pełnym obwodzie pnia (usunąć tzw. mostki kambialno-łykowe), a miesiąc później należy usunąć wszelkie odrosty, jeśli takie odbiją oraz tkankę kallusową w obrębie obrączki. Drzewa należy kontrolować i usuwać odrosty, a ich wycinka nastąpić powinna po pełnym zamarciu koron, przy czym pni nie należy ścinać niżej niż na wysokości obrączki.
Do zwalczania robinii stosuje się także metody chemiczne z użyciem arborycydów takich jak: glifosat, triklopyr, fosfataza amonu, chlopyralid, imazapyr i pikloram. W przypadku dużych drzew optymalną metodą ze względu na skuteczność i ograniczone zużycie preparatów jest ich wstrzykiwanie w nawiercone lub nacięte pnie na przełomie sierpnia i września. Po usunięciu martwych drzew wykonuje się oprysk na odrosty. W przypadku młodych drzew i odrostów stosuje się opryski na liście, na nasadę pni (tylko młode, słabo zdrewniałe rośliny) lub na częściowo okorowane pnie. W przypadku wycinki żywych drzew, dla ograniczenia pojawiania się odrostów należy bezpośrednio po cięciu nałożyć arborycydy w strefie kambialnej wzdłuż obwodu pnia.
Ze względu na problematyczność zwalczania robinii i długotrwałe szkody w środowisku jakie powoduje, kluczowe jest przeciwdziałanie rozprzestrzenianiu tego inwazyjnego gatunku, w tym pogłębianie wiedzy o wpływie gatunków inwazyjnych na środowisko, zwłaszcza wśród architektów krajobrazu, ogrodników i szkółkarzy. W niektórych krajach (np. we Francji) sadzonki robinii opatrywane są w informację o jej inwazyjności i zasadach bezpiecznego stosowania, w USA w szeregu stanach poza obszarem naturalnego zasięgu gatunek objęty jest zakazem sadzenia i zaleceniem zwalczania.

## Obecność w kulturze
W wielu krajach walory użytkowe i ozdobne robinii spowodowały, że jest ona postrzegana jako cenny i już zadomowiony element miejscowego krajobrazu. Sadzona bywa jako charakterystyczne drzewo na skrzyżowaniach dróg, przy kapliczkach, na cmentarzach. Na Węgrzech drzewo ma nieoficjalny status „drzewa narodowego”. W wielu krajach liczne drzewa robinii ze względu na wiek, walory historyczne lub kulturowe objęte są ochroną indywidualną np. w formie pomników przyrody (w Polsce było ich 112 na początku 2021 roku).
Mimo relatywnie krótkiej obecności tego drzewa w Europie, robinia zdołała wejść do kultury ludowej. Wykorzystywana była do wróżenia o urodzaju (jej silne kwitnienie miało zwiastować urodzaj grochu, małe strączki zwiastować miały słabe zbiory). Liście i ich listki wykorzystywane są przy wróżeniu/zabawie Kocha, nie kocha.... Na cmentarzach sadzona była jako drzewo cierniste wzdłuż wewnętrznych granic w celu uniemożliwienia przechodzenia duchom zmarłych do świata żywych. 
W ruchu masońskim liść robinii symbolizuje nieśmiertelność, stąd składany był na grobach. Znaczenie tego gatunku w tym ruchu wynikało ze skojarzenia go z akacją, której gałązka miała być drogowskazem do grobu Hirama Abiffa, głównej postaci masońskiego mitu założycielskiego. 
To charakterystyczne drzewo, zwłaszcza w porze kwitnienia, wielokrotnie było inspiracją dla artystów, pojawia się w licznych wierszach, pieśniach i powieściach. Znamienny jest przy tym fakt, że przynajmniej w polskiej poezji gatunek ten występuje niemal wyłącznie pod nazwą „akacji”, co tłumaczone jest „wrażliwością na urodę słów”, nie pozwalającej poetom użyć takich określeń jak grochodrzew, ostostręczyna czy robinia.
Julian Tuwim pisał o silnie pachnących kwiatach w wierszu Akacje:

Białe akacje tchną wonią opiłą

Pod nocą srebrzysto modrą

Jak gdyby innych kwiatów nie było

I wcale być nie mogło

Pod takim samym tytułem wiersz napisała także Maria Pawlikowska-Jasnorzewska (tomik Surowy jedwab, 1932):

Z gęstwy białych akacji

jakby z dusznej stacji,

wagony otumanień

w różne jadą strony.

Józef Czechowicz napisał m.in. Plan akacji (Arkusz poetycki 3, 1938)

Gałąź akacji woń to lichtarzy miodu i uciech

ach poi jakbyś nad sobą sam się pochylał gnuśnie

westchniesz jak niebo uśniesz

i liśćmi zamulisz ciepłe wybrzeże

ta gałąź skrzydło nieziemskie nagość twoją ubierze